# Женщины в науке
Женщины в науке — история достижений женщин в науке как часть истории женщин и часть истории науки. Для женщин в науке характерно проявление гендерного неравенства, так, в современном мире доля женщин-исследователей составляет всего 33 %, они получают меньше средств на исследования, чем мужчины, у них меньше шансов получить продвижение по службе. Доля женщин-специалистов в области искусственного интеллекта — 22 % , среди выпускников инженерных специальностей — 28 %. ООН выступает за гендерное равенство в науке, потому что оно является предпосылкой и катализатором общечеловеческого прогресса. Систематическое отрицание вклада женщин в науку, умаление значимости их работы и приписывание трудов женщин коллегам мужского пола получило название эффект Матильды. Было замечено, что научные журналисты проявляют гендерную предвзятость, описывая женщин-учёных с точки зрения стереотипно женских черт (тест Финкбайнер).
В истории науки описан вклад женщин.
Первой в истории науки женщиной-врачом была древнеегипетская акушерка Песешет (2600—2500 год до н. э.), самой известной— Мария Кюри, проложившая путь учёным для изучения радиоактивного распада и открывшая элементы радий и полоний, первая женщина, получившая Нобелевскую премию по физике, и первый человек, получивший вторую Нобелевскую премию по химии. 60 женщин были удостоены Нобелевской премии в период с 1901 по 2022 год, из них 24 — по физике, химии, физиологии и медицине.
Премия L’Oréal-ЮНЕСКО для женщин в науке (были поддержаны 3600 женщин из 117 стран) была учреждена в 1998 году для каждого географического региона (Африка, Ближний Восток, Азиатско-Тихоокеанский регион, Европа, Латинская Америка и Карибский бассейн и Северная Америка).

## История
Древнеегипетская женщина-врач Песешет (2600—2500 год до н. э.) —первая в истории науки женщина-врач, также были женщины- медики и в нескольких ранних западных цивилизациях. Изучение натурфилософии в Древней Греции было доступно для женщин. Женщины внесли свой вклад в прото-науку алхимию в I—II веках нашей эры. В Средние века монастыри были важным местом обучения женщин, и некоторые из этих общин предоставляли женщинам возможность внести свой вклад в научные исследования. В XI веке появились первые университеты, но женщины, по большей части, были исключены из университетского образования. Ботаника была наукой, которая больше всего выиграла от вклада женщин в раннее Новое время. В Италии отношение к обучению женщин в области медицины было более либеральным, чем в других странах, первой известной женщиной, получившей университетскую кафедру в научной области, была итальянская учёная XVIII века Лаура Басси. В XIX веке женщины, в большинстве своём, были исключены из  формального научного образования, но в этот период их начали принимать в учёные общества. В конце XIX века появление женских колледжей предоставило женщинам-учёным возможности для получения образования.

### Женщины в науке в период Древней истории
Участие женщин в области медицины было зарегистрировано в древней истории. Древнеегипетская женщина-врач Песешет (2600—2500 год до н. э.) упомянутая как «женщина-надзирательница за женщинами-врачами», является самой ранней известной женщиной-врачом в истории науки. Агамеда упоминается Гомером как целительница в Древней Греции до Троянской войны (~ 1194—1184 год до н. э.). Согласно поздней античной легенде, Агнодика была первой женщиной-врачом, законно практикующей в Афинах IV века до нашей эры.
В Древней Греции  доступнее всего для женщин было изучение натурфилософии. Аглаоника была первой женщиной-астрономом, предсказывала затмения. Феано была женщиной-математиком и врачом, ученицей (возможно, также женой) Пифагора. В школе города Кротона, основанной Пифагором, учились многие другие женщины. Поллукс упоминает Демодику, жену фригийского царя Мидаса и дочь царя Агамемнона из Кимы, как изобретательницу процесса чеканки монет.
В Вавилонии, около 1200 года до н. э., две женщины (известно имя только одной из них — Таппути) смогли получить эссенции из растений, используя процедуры экстракции и дистилляции.
В Древнем Египте женщины занимались прикладной химией (производство пива, приготовление лекарственных составов). Известно, что женщины внесли большой вклад в алхимию. Многие из них жили в Александрии  в I или II веках нашей эры, где гностическая традиция привела к признанию научного вклада женщин. Самой известной из женщин-алхимиков, Марии Еврейке, приписывают изобретение химического оборудования, включая водяную баню, усовершенствование или создание перегонного оборудования того времени (простого перегонного аппарата керотакиса и сложного перегонного аппарата трибикоса).
Гипатия (~ 350—415 год н. э.), дочь Теона Александрийского, была философом, математиком и астрономом. Она —первая женщина-математик, о которой сохранились подробные сведения. Гипатии приписывают написание нескольких важных комментариев по геометрии, алгебре и астрономии. Гипатия была главой философской школы и обучала многих учеников. В 415 году н. э. она оказалась втянутой в политический спор между Кириллом, епископом Александрии, и Орестом, римским правителем, в результате чего толпа сторонников Кирилла раздела её, расчленила и сожгла.

### Женщины в науке в период Средневековья

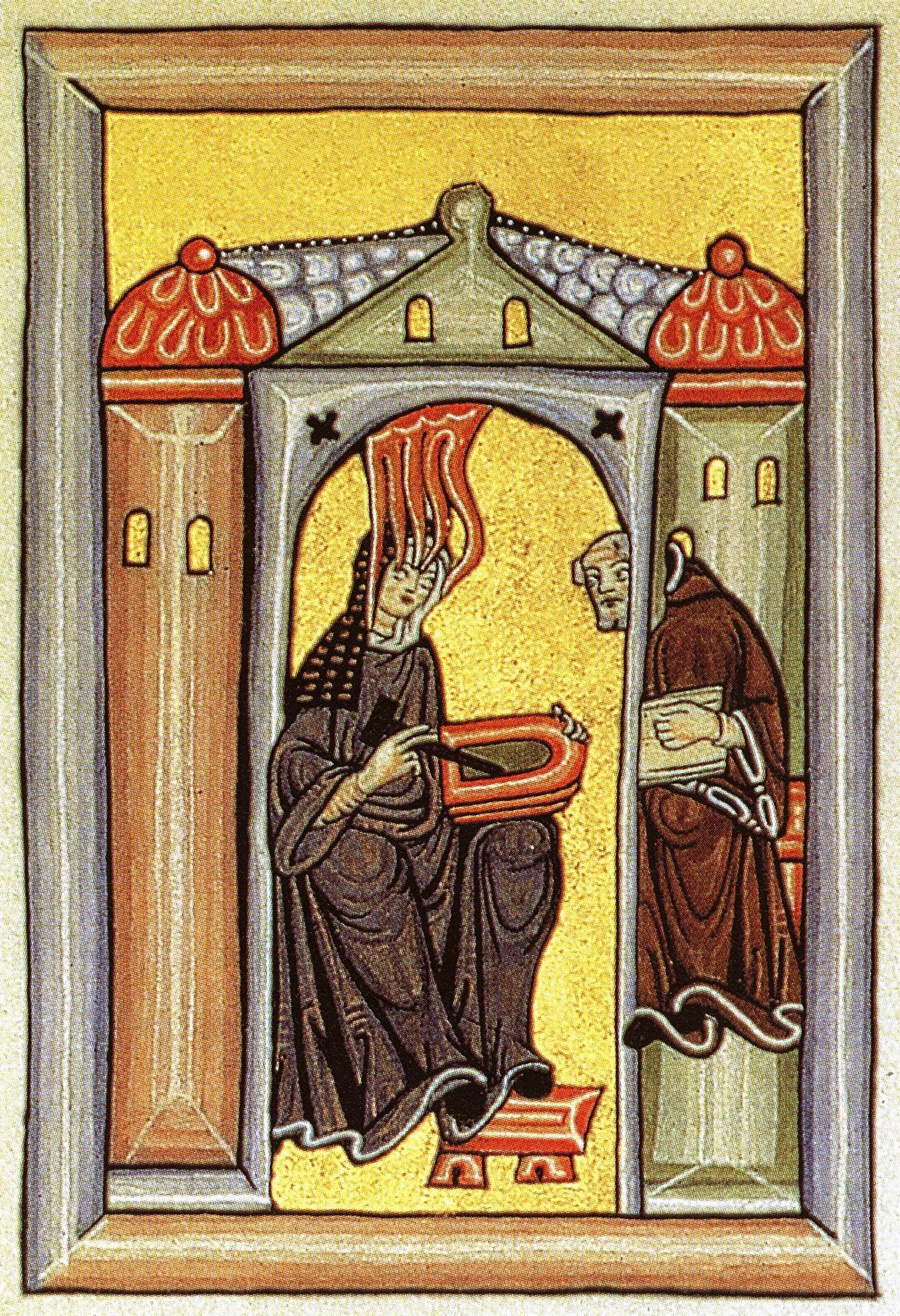
Хильдегарда Бингенская

После упадка Римской империи, в ранние периоды европейского Средневековья, также известные как Темные века, резко сократились научные исследования, хотя природа по-прежнему рассматривалась как система, которую можно понять в свете разума. Арабский мир в этот период сохранил научные достижения, а арабские учёные создали копии рукописей античности. Монахи и монахини также собирали и копировали важные труды, созданные учёными прошлого.

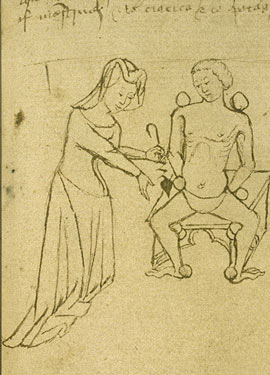
Женщина-врач ухаживает за пациентом

Монастыри поощряли навыки чтения и письма, а некоторые из них предоставляли женщинам возможность участвовать в научных исследованиях. Немецкая аббатиса Хильдегарда Бингенская (1098—1179 год) была известным философом и ботаником, чьи многочисленные труды  ~1151—1158 годов включали трактовки различных научных предметов, включая медицину, ботанику и естествознание. Другой известной немецкой настоятельницей была Хросвита Гандерсгеймская (935—1000 годы), которая также способствовала развитию интеллектуальных способностей женщин. Однако, с ростом числа и могущества женских монастырей, духовная иерархия, состоящая исключительно из мужчин, выразила негативную реакцию на продвижение женщин, распустила женские монастыри многих религиозных орденов, что лишило женщин возможности учиться читать и писать и закрыло перед ними мир науки.
В XI веке появились первые университеты, но женщины, по большей части, были исключены из университетского образования.
Но были и исключения, так в Италии Болонский университет разрешал женщинам посещать лекции с момента своего основания в 1088 году. Отношение к обучению женщин в области медицины в Италии, по-видимому, было более либеральным, чем в других странах, и предполагается, что врач Тротула Салернская возглавляла кафедру в Медицинской школе Салерно в XI веке, где она преподавала также группе Дам из Салерно .  Именно Тротуле приписывают влиятельные тексты по женской медицине (акушерство и гинекология).  Доротея Букка, выдающийся итальянский врач, возглавляла кафедру философии и медицины в Болонском университете с 1390 года более сорока лет. Другие итальянские женщины-медики: Абелла, Жаклин Алмания, Алессандра Джилиани, Ребекка де Гуарна, Маргарита (целительница), Меркуриада (XIV век), Констанс Календа, Калриче ди Дурисио (XV век), Констанца, Мария Инкарната и Томасию де Маттио.
Несмотря на успех некоторых женщин в Средние века Фома Аквинский писал о женщине: «Она умственно неспособна занимать руководящую должность».

### Научные революции 1600-х и 1700-х годов
Изабелла Кортезе, итальянский алхимик, наиболее известна своей книгой I secreti della signora Isabella Cortese (The Secrets of Isabella Cortese). Кортезе удалось создать несколько медицинских, алхимических и косметических „секретов“ или экспериментов. Секреты касались беременности, фертильности и родов, но не ограничивались ими.
Маргарет Кавендиш, аристократка XVII века, принимала участие в некоторых из самых важных научных дебатов того времени. Однако она не была принята в члены Лондонского королевского общества, хотя однажды ей разрешили присутствовать на собрании. В её работе 1666 года Observations upon Experimental Philosophy:
- была предпринята попытка повысить интерес женщин к науке
- приводились наблюдения, подвергающие критике экспериментальную науку Бэкона
- критиковалась несовершенство микроскопа[35].

София Браге, сестра Тихо Браге, была датским садоводом. Химии и садоводству она обучилась от старшего брата, но астрономию выучила сама по немецкоязычным источникам. София, помогая брату в его проекте, открыла сверхновую SN 1572, что помогло опровергнуть геоцентрическую модель Вселенной.
В Германии традиция участия женщин в ремесленном производстве позволила некоторым женщинам заняться астрономией. Между 1650 и 1710 годами женщины составляли 14 % немецких астрономов. Самой известной женщиной-астрономом в Германии была Мария Кирх, получившая домашнее образование у своего отца и дяди и обучившаяся астрономии у соседа астронома-самоучки. Шанс стать практикующим астрономом появился у неё в качестве ассистентки своего мужа Готфрида Кирха, выдающегося астронома Пруссии. Работая в астрономической обсерватории Берлинской академии наук, Мария открыла комету. Когда её муж умер, она подала заявку на должность помощника астронома в Берлинской академии, но получила отказ из-за отсутствия высшего образования. Члены Берлинской академии опасались, что подадут плохой пример, наняв женщину.
Ни одна женщина не была приглашена ни в Лондонское королевское общество, ни во Французскую академию наук до XX века, так как считалось, что любая учёность противоречит домашним обязанностям, которые должны были выполнять женщины.
Основоположница современной ботаники и зоологии, немка Мария Сибилла Мериан (1647—1717), посвятила жизнь изучению природы. В своей первой публикации „Новая книга цветов“ она использовала рисунки для каталогизации жизни растений и насекомых. Будучи ботаником и энтомологом, она два года наблюдала за насекомыми, птицами, рептилиями и амфибиями Парамарибо. После возвращения в Амстердам Мериан опубликовала работу „Метаморфозы насекомых Суринама“, которая «впервые открыла европейцам удивительное разнообразие тропических лесов».
В 1678 году Елена Корнаро Пископиа стала первой женщиной в мире, получившей докторскую степень по философии.
Научная революция мало что изменила в представлениях людей о способности женщин вносить свой вклад в науку наравне с мужчинами. По словам Джексона Спилвогеля мужчины-учёные распространяли мнение о том, что женщины по своей природе ниже и подчинены мужчинам и подходят для выполнения домашней роли заботливых матерей.

### Женщины в науке XVIII века

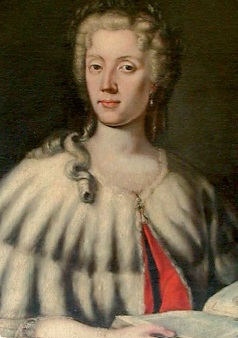
Лаура Басси, первая женщина, получившая звание профессора физики в университете Европы.

Хотя в XVIII веке женщины преуспели во многих научных областях, их не поощряли изучать воспроизводство растений по причине того, что система классификации растений Карла Линнея, основанная на половых признаках, считалась аморальной для женщин, которых изображали как естественных матерей, воспроизводящих естественное, нравственное общество.
В XVIII веке было три различных взгляда на женщину:
- женщины умственно и социально ниже мужчин
- женщины равны мужчинам, но мужчины и женщины разные
- женщины потенциально равны мужчинам как по умственным способностям, так и по вкладу в общество.

В то время как такие люди, как Жан-Жак Руссо, считали, что роль женщины ограничивается материнством и служением своим партнерам-мужчинам, в Эпоху Просвещения роль женщин в науке расширилась. Рост салонной культуры в Европе способствовал приходу философов в салоны и, совместному с женщинами, обсуждению современных политических, социальных и научных тем. Жан-Жак Руссо нападал на салоны, как на производящих «женоподобных мужчин».
Леди Мэри Уортли Монтегю бросила вызов условностям, популяризируя прививку от оспы, о которой узнала после своего путешествия по Османской империи. В 1718 году она сделала прививку своему сыну, а когда в 1721 году Англию поразила эпидемия оспы, она сделала прививку своей дочери. Это была первая подобная операция, проведённая в Великобритании. Она убедила Каролину Ансбахскую испытать лечение на заключенных. Впоследствии в 1722 году принцесса Каролина сделала прививку двум своим дочерям. Под мужским псевдонимом Уортли Монтегю Мэри опубликовала в сентябре 1722 года статью, описывающую и защищающую прививки.
В 1732 году в Болонском университете, после публичной защиты сорока девяти диссертаций, Лаура Басси была удостоена степени доктора философии. Таким образом, Басси стала второй женщиной в мире, получившей докторскую степень по философии ( Елена Корнаро Пископиа получила эту степень в 1678 году, на 54 года раньше). Это сделало Лауру членом Академии наук и первой женщиной, получившей звание профессора физики в университете в Европе. Впоследствии она защитила двенадцать дополнительных диссертаций в Болонском университете, что позволило ей претендовать на должность преподавателя университета. Но в университете считали, что женщины должны вести частную жизнь, и с 1746 по 1777 год она защищала только одну официальную диссертацию в год, начиная от проблемы гравитации и заканчивая электричеством. Поскольку она не могла регулярно читать публичные лекции в университете, в 1749 году она начала проводить частные уроки и эксперименты дома. В 1776 году в возрасте 65 лет она вместе с мужем была назначена на кафедру экспериментальной физики Болонского института наук ассистентом преподавателя. Басси получила самую высокую зарплату в Болонском университете в размере 1200 лир.
Мария Гаэтана Аньези «считается первой женщиной в западном мире, добившейся известности в математике». Она считается первой женщиной, написавшей справочник по математике в 1748 году Instituzioni analitiche ad uso della gioventù italiana (Аналитические институты для использования итальянской молодёжью), что расценивалось как лучшее из сохранившихся предисловий к работам Эйлера. Целью этой работы было, по словам самой Аньези, дать систематическую иллюстрацию различных результатов и теорем исчисления бесконечно малых. В 1750 году она стала второй женщиной, получившей звание профессора в европейском университете, но, получив назначение в Болонский университет, она никогда там не преподавала.
Немка Доротея Эркслебен обучалась медицине у своего отца с раннего возраста. В 1742 году она опубликовала трактат о том, что женщинам следует разрешить учиться в университете. После допуска к учёбе по разрешению Фридриха Великого Эркслебен получила степень доктора медицины в Университете Галле в 1754 году. Она проанализировала препятствия, мешающие женщинам учиться, в том числе заботы по ведению домашнего хозяйства и воспитанию детей. Она стала первой женщиной-врачом в Германии.

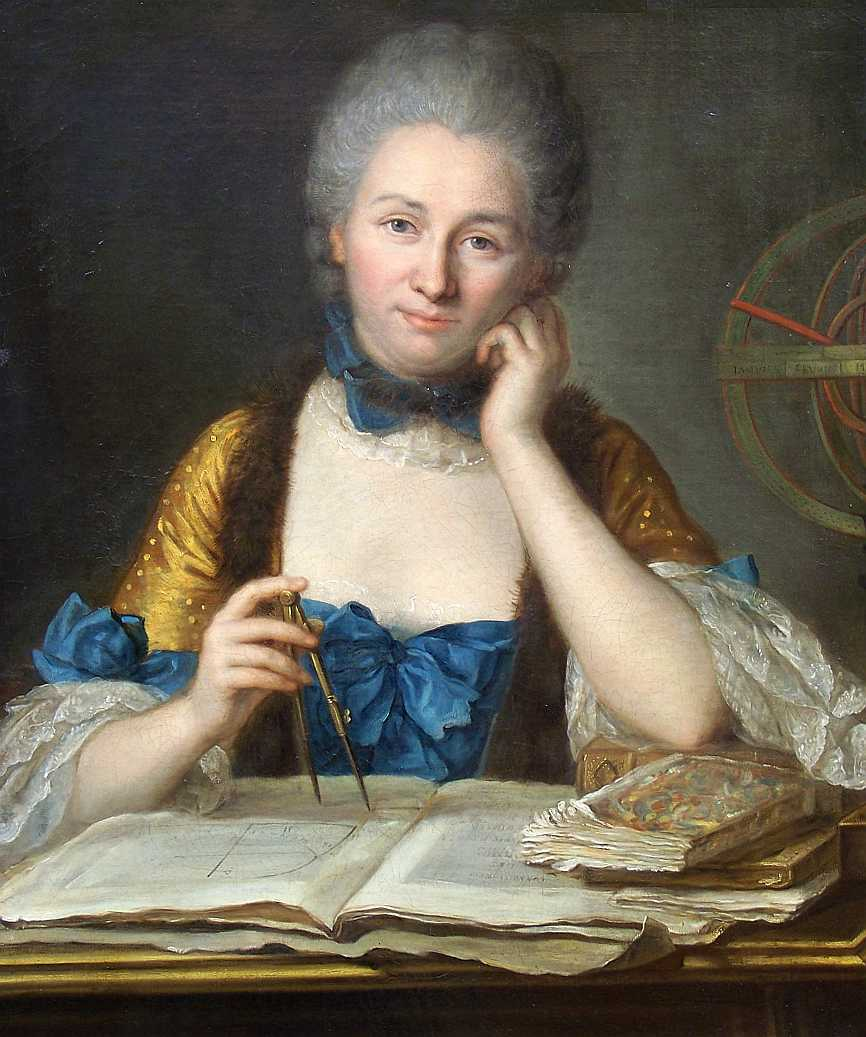
Эмили дю Шатле в своих трудах критикует философию Джона Локка.

В 1741—1742 годах Шарлотта Фрёлих стала первой женщиной, чьи три книги по сельскохозяйственным наукам были изданы Шведской королевской академией наук. В 1748 году Ева Экеблад стала первой женщиной, принятой в эту академию. В 1746 году Экеблад написала в академию о своих открытиях по производству муки и спирта из картофеля, который был завезён в Швецию в 1658 году, но выращивался только в теплицах аристократии. Работа Экеблад превратила картофель в основной продукт питания в Швеции и увеличила запасы пшеницы, ржи и ячменя, доступные для выпечки хлеба, поскольку картофель заменил их в производстве алкоголя, что значительно улучшило привычки питания в стране и уменьшило частоту голода. Экеблад также открыла метод отбеливания хлопчатобумажной ткани и пряжи мылом в 1751 году и предложила замену опасных ингредиентов в косметике того времени на картофельный крахмал в 1752 году.
Эмили дю Шатле, близкая подруга Вольтера, была первым учёным, оценившим значение кинетической энергии, а не импульса. Она повторила эксперимент Вильгельма Гравезанда, показывающий, что удар падающих предметов пропорционален не их скорости, а квадрату скорости. Считается, что это понимание внесло огромный вклад в ньютоновскую механику. В 1749 году она завершила французский перевод труда Ньютона „Математические начала натуральной философии“ , в том числе по-своему интерпретировала принцип сохранения энергии. Опубликованные через десять лет после её смерти её перевод и комментарии к  «Началам» способствовали научной революции во Франции и признанию Эмили в Европе.
Мари-Анн Пьерета Польз и её муж Антуан Лавуазье перестроили химию, которая в то время, уходя корнями в алхимию, представляла собой запутанную науку, в которой доминировала теория флогистона Георга Шталя. Польз сделала рисунки экспериментальных аппаратов Лавуазье, что, в конечном итоге, помогло многим современникам Лавуазье понять его методы и результаты. Польз перевела на французский язык различные работы о флогистоне. Одним из наиболее важных её переводов был перевод «Эссе о флогистоне и составе кислот» Ричарда Кирвана, с критикой, добавлением сносок по ходу работы и указанием на ошибки в химии. Польз сыграла важную роль в публикации в 1789 году «Элементарного трактата по химии» Лавуазье, в котором была представлена идея сохранения массы, а также список элементов и новая система химической номенклатуры.

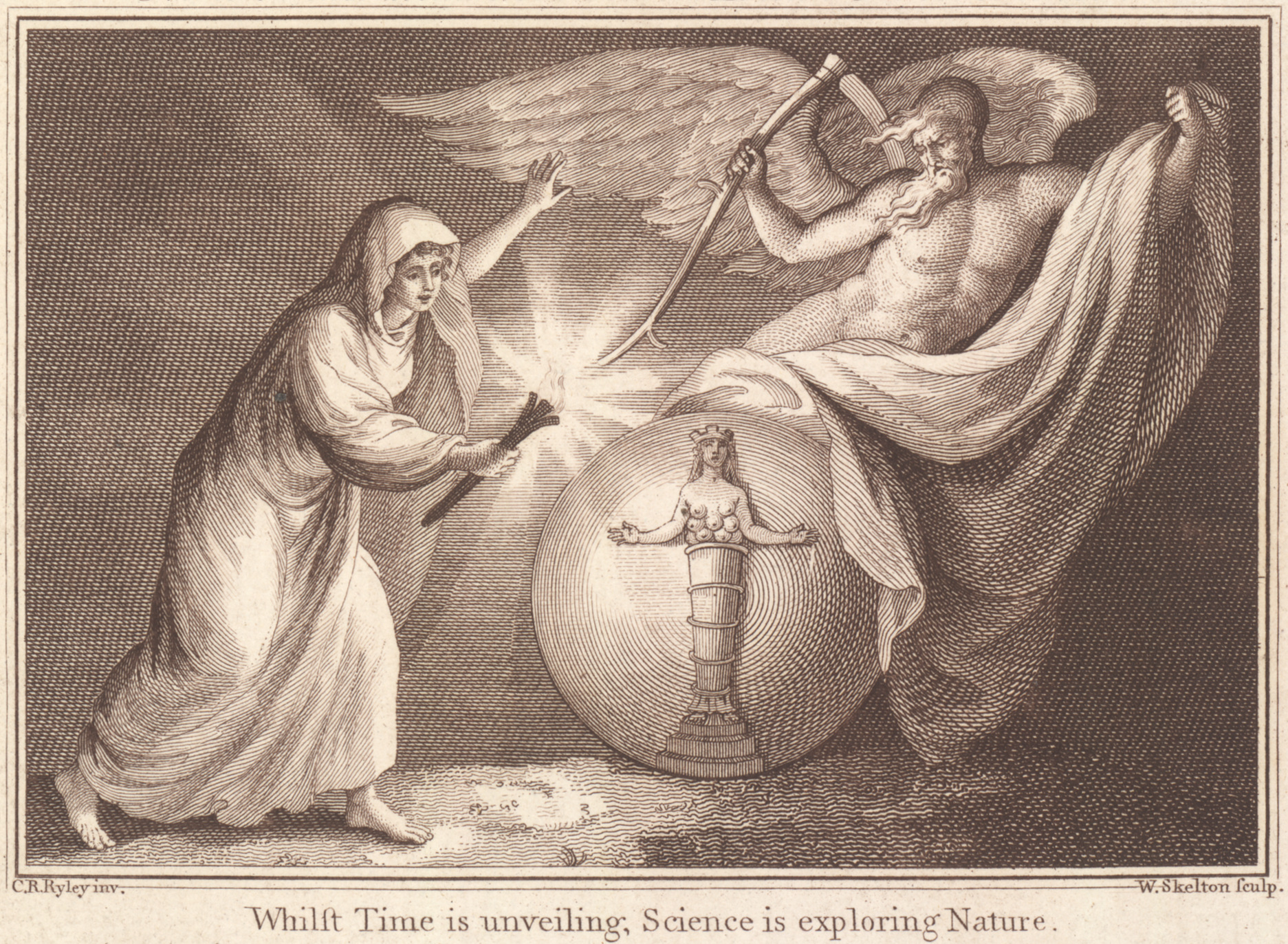
На билете в музей конца XVIII века изображена Наука в виде женщины, озаряющей природу своим светом.

Астроном Каролина Гершель родилась в Ганновере, но переехала в Англию, где работала помощницей своего брата Уильяма Гершеля. В 1787 году она стала первой женщиной Англии, которой начали платить жалованье за занятие наукой. В 1786—1797 годах она открыла восемь комет, первую — 1 августа 1786 года. Она имела несомненный приоритет как первооткрывательница пяти комет и заново открыла комету Энке в 1795 году. Её брата Уильяма вызвали в Виндзорский замок, чтобы продемонстрировать комету Кэролайн королевской семье. Каролину Гершель часто называют первой женщиной, открывшей комету; однако Мария Кирх открыла комету в начале 1700-х годов, раньше Каролины, но открытие приписывалось её мужу Готфриду Кирху.

### Женщины в науке XIX века

Молодой ботаник, 1835 г.

В конце XVIII и начале XIX веков ботаника была одной из самых доступных областей науки для женщин как в Англии, так и в Северной Америке.
Однако на протяжении XIX века вклад женщин был ограничен их исключением из формального научного образования, а если  и признавался, то только благодаря их случайному допуску в научные общества.
Мэри Фэйрфакс Сомервиль из Шотландии экспериментировала в области магнетизма. В 1826 году она выступила перед Королевским обществом с докладом «Магнитные свойства фиолетовых лучей солнечного спектра», став второй женщиной, докладывающей Королевскому обществу. Она также написала несколько текстов по математике, астрономии, физике и географии и активно выступала за женское образование. В 1835 году она и Каролина Гершель были первыми двумя женщинами, избранными почетными членами Королевского астрономического общества.
Английский математик Ада Лавлейс переписывалась с Чарльзом Бэббиджем по поводу применения его механического компьютера. В своих заметках (1842—1843 годы), приложенных к её переводу статьи Луиджи Менабреа, она предвидела  широкое применение компьютера, включая сочинение музыки. Ей приписывают написание первой компьютерной программы, хотя это оспаривается.
В Германии в начале XIX века были основаны институты для высшего образования женщин (Höhere Mädchenschule, в некоторых регионах именуемые Лицеи). В 1836 году в Кайзерсверте был основан Институт дьяконессы для обучения женщин уходу за больными, посещение которого в 1840 году Элизабет Фрай вдохновило её на основание Лондонского института медсестер, а Флоренс Найтингейл училась в нём в 1851 году.
В США Мария Митчелл открыла комету в 1847 году, а также внесла свой вклад в расчеты Морского альманаха Военно-морской обсерватории США, стала первой женщиной-членом Американской академии искусств и наук в 1848 году и Американской ассоциации содействия развитию науки в 1850 году.
Среди других известных женщин-ученых того периода:
- в Великобритании Мэри Эннинг (палеонтолог), Анна Аткинс (ботаник), Джанет Тейлор (астроном)
- во Франции Софи Жермен (математик), Жанна Вильпрё-Пауэр (морской биолог)

Во второй половине XIX века в Великобритании были основаны школы для девочек, обеспечивавшие образование наравне с мальчиками. Первый женский университетский колледж в Великобритании, Гёртон, был основан в 1869 году, за ним вскоре последовали другие: Ньюнэм (1871) и Сомервиль (1879).
Крымская война (1854—1856 годы) сделала специальность медсестры профессией, Флоренс Найтингейл стала пионером в области общественного здравоохранения и статистики. Публичная подписка позволила Найтингейл основать школу медсестер в Лондоне в 1860 году, позже, школы, следующие её принципам, были открыты по всей Великобритании.
Маргарет Энн Балкли, взяв себе мужское имя Джеймс Бэрри и изменив свой внешний облик на мужской, стала первой британкой, получившей медицинское образование в 1812 году. Элизабет Гарретт Андерсон была первой британкой, открыто получившей медицинское образование в 1865 году. Вместе с Софией Джекс-Блейк, американкой Элизабет Блэкуэлл и другими, Гаррет Андерсон основала в 1874 году первую в Великобритании медицинскую школу для обучения женщин — Лондонскую школу медицины для женщин.

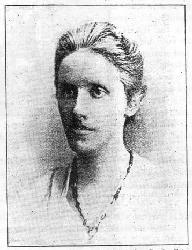
Энни Маундер

Энни Маундер была пионером астрономической фотографии, в частности солнечных пятен. Выпускница Гёртон-колледжа в Кембридже, математик, она была впервые нанята (в 1890 году) в качестве ассистента Эдварда Уолтера Маундера, первооткрывателя минимума Маундера, главы солнечного отдела Гринвичской обсерватории. Они поженились, наблюдали за солнечными пятнами и совершенствовали методы солнечной фотографии. В 1898 году в Индии Энни сделала первые фотографии солнечной короны во время солнечного затмения. Анализируя кембриджские записи как о солнечных пятнах, так и о геомагнитных бурях, они смогли показать, что определённые области поверхности Солнца были источником геомагнитных бурь и что Солнце не излучало свою энергию в космос равномерно, как заявил Уильям Томсон (лорд Кельвин).
В Пруссии с 1894 года женщины могли поступать в университет и получать степень доктора философии, а к 1908 году были сняты все оставшиеся ограничения для женщин.
В 1897 Альфонс Ребьер перечислил вклады женщин в науку в книге, вышедшей во Франции под названием «Les Femmes dans la science» («Женщины в науке»).
Среди других известных женщин-ученых в этот период:
- в Великобритании Герта Маркс Айртон (математик, инженер), Маргарет Хаггинс (астроном), Беатрикс Поттер (миколог)
- во Франции Доротея Клюмпке-Робертс (астроном американского происхождения)
- в Германии Амалия Дитрих (натуралист), Агнес Поккельс (физик)
- в России и Швеции, Софья Ковалевская (математик).

#### Вклад россиянок конца XIX века
Во второй половине XIX века большую часть самых успешных женщин в области естественных наук составляли россиянки. Хотя многие из них получили повышение квалификации в области медицины в 1870-х годах, для занятий наукой в других областях им приходилось ехать в Западную Европу, в основном в Швейцарию. Энн Хибнер Коблиц писала: :11

В значительной степени первопроходцами женского высшего образования в континентальной Европе стало это первое поколение русских женщин. Они были первыми студентами в Цюрихе, Гейдельберге, Лейпциге и других местах. Это были первые докторские степени в области медицины, химии, математики и биологии.
Среди успешных россиянок были Надежда Суслова (1843—1918), первая женщина в мире, получившая степень доктора медицины, полностью эквивалентную мужской степени; Мария Сеченова (1839—1929), обладательница двух докторских степеней: одной по медицине в Цюрихе и одной по физиологии в Вене; Юлия Лермонтова (1846—1919), первая женщина в мире, получившая степень доктора химии;  Софья Переяславцева (1849—1903), морской биолог, лауреат премии Кесслера Российского общества естествоиспытателей;  математик Софья Ковалевская (1850—1891), первая женщина в Европе XIX века, получившая докторскую степень по математике, и первая, ставшая университетским профессором .

#### Соединенные Штаты
В конце XIX века появление женских колледжей стало причиной появления большого количества женщин, получивших докторскую степень в области наук. В 1875 году в колледжах с совместным обучением насчитывалось чуть более 3000 женщин, а к 1900 году— почти 20 000 человек.
Элизабет Блэкуэлл стала первой сертифицированной женщиной-врачом в США после окончания Женевского медицинского колледжа в 1849 году. Элизабет Блэквелл (вместе со своей сестрой Эмили Блэкуэлл и Мари Закшевской ) основала Нью-Йоркский лазарет для женщин и детей в 1857 году и первый женский медицинский колледж в 1868 году. Она также опубликовала несколько книг по медицинскому образованию для женщин.
В 1876 году появилась первая женщина инженер-строитель Элизабет Брэгг, получившая диплом в Соединённых Штатах, в Калифорнийском университете в Беркли.

### Женщины в науке XX века

#### Европа
Мария Склодовская-Кюри стала первой женщиной, получившей Нобелевскую премию в 1903 году (физика). Она была первым человеком, получившим две Нобелевские премии в 1911 году (обе премии за работу по радиации), и с тех пор только три человека также получили по две Нобелевские премии. Она также была первой женщиной, которая преподавала в Сорбонне в Париже.
Первой женщиной, получившей диплом инженера-строителя в тогдашнем Соединённом Королевстве Великобритании и Ирландии стала Элис Перри (1906 год, Королевский колледж, Голуэй, Ирландия).
Лиза Мейтнер, глава отдела физики в Институте кайзера Вильгельма в Берлине, в сотрудничестве с главой химии Отто Ганом, сыграла важную роль в открытии деления атомного ядра. В 1938 году она бежала от фашизма, после чего в 1939 году, в сотрудничестве со своим племянником Отто Фришем, предложила теоретическое объяснение эксперимента ядерного деления, проведённого Ганом и Фрицем Штрассманами в Берлине.
Важная статья химика и со-открывателя элемента рения Иды Ноддак о возможности деления урана на более лёгкие элементы при бомбардировке нейтронами (1934 год) была проигнорирована в то время, поскольку ни одна группа не предприняла согласованных усилий, чтобы найти продукты деления.
Мария Монтессори была первой женщиной в Южной Европе, получившей квалификацию врача.Она выступала за подготовку учителей по методу Фребеля и разработала педагогику Монтессори, которая сначала воспитывает чувства, а потом интеллект. Её программа обучения позволяла отстающим детям читать и писать.
Эмми Нётер совершила революцию в абстрактной алгебре и заполнила пробелы в теоретической физике (теорема Нётер показала связь между симметрией в природе и законами сохранения). 16 июля 1918 года перед научной организацией в Геттингене Феликс Кляйн прочитал статью, написанную Эмми Нётер, потому что ей не разрешили представить статью самой. В этой статье были определены условия, при которых группа преобразований Пуанкаре (теперь называемая калибровочной группой) для общей теории относительности определяет законы сохранения.
Мэри Картрайт, британский математик, первой проанализировала динамическую систему с хаосом.
Ирен Жолио-Кюри, вместе со своим мужем Фредериком Жолио, получила Нобелевскую премию по химии 1935 года за их работу над радиоактивными изотопами. Это сделало Кюри семьей с наибольшим количеством Нобелевских лауреатов на сегодняшний день.
Инге Леманн, датский сейсмолог, впервые предположила в 1936 году, что внутри расплавленного ядра Земли может находиться твердое внутреннее ядро.
Маргарет Фонтейн сделала подробные наблюдения и иллюстрации в ботанике, энтомологии и смежных областях наблюдений.
Джоан  Проктер, выдающийся герпетолог, была первой женщиной-куратором отдела рептилий Зоологического общества Лондона в Лондонском зоопарке.
Флоренс Сабин, американская учёная-медик, была первой женщиной-преподавателем в Университете Джонса Хопкинса в 1902 году и стала первой женщиной-профессором в 1917 году, она опубликовала более 100 научных статей и несколько книг.
Тиква Альпер (1909—1995), физик и радиобиолог южноафриканского происхождения, работая в Великобритании, разработала множество фундаментальных представлений о биологических механизмах, открыла свойств инфекционного агента почесухи овец, что сыграло важную роль в развитии теории прионов.
Розалинд Франклин была кристаллографом, чья работа помогла выяснить тонкую структуру угля, графита, ДНК и вирусов. В 1953 году работа, которую она проделала с ДНК, позволила Уотсону и Крику создать свою модель структуры ДНК, за что они были удостоены Нобелевской премии, не отдав должного Франклин, умершей от рака в 1958 году.
Астрофизик Элинор Бербидж была одним из авторов статьи B 2 FH, посвящённой теории звёздного нуклеосинтеза. Она занимала ряд престижных должностей, в том числе должность директора Королевской Гринвичской обсерватории.
Дороти Ходжкин проанализировала молекулярную структуру сложных химических веществ, изучая дифракцию рентгеновских лучей на кристаллах. Она получила Нобелевскую премию по химии 1964 года за открытие структуры витамина B 12, став третьей женщиной, получившей премию по химии.
В 1967 году Джоселин Белл Бернелл обнаружила доказательства существования первого известного радиопульсара, но Нобелевскую премию по физике 1974 года получила не она, а её научный руководитель Энтони Хьюиш. Джоселин была президентом Института физики с октября 2008 года по октябрь 2010 года.
В 1995 году Христиана Нюслайн-Фольхард получила Нобелевскую премию по физиологии и медицине за исследования в области генетического контроля эмбрионального развития.
Берта Свирлз была физиком-теоретиком, развивавшем раннюю квантовую теорию. Вместе со своим мужем Гарольдом Джеффрисом она стала соавтором известного учебника «Методы математической физики».

#### США
В книгах Маргарет Росситер «Женщины-учёные в Америке: борьба и стратегии до 1940 года» и «Женщины-учёные в Америке: до позитивных действий, 1940—1972 гг» был представлен обзор этого периода, подчеркивались возможности, которые женщины обрели в науке.

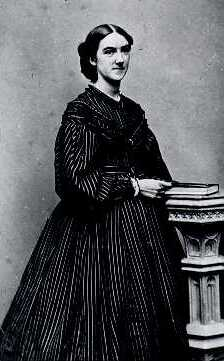
Эллен Суоллоу Ричардс

В 1892 году Эллен Своллоу Ричардс основала новую науку, включающую изучение потребительского питания (позже экономика домашнего хозяйства) и экологическое образование (позже экология). Ричардс помогла сформировать Американскую ассоциацию домоводства, которая издавала журнал Journal of Home Economics и проводила конференции. Факультеты домоводства были созданы во многих колледжах.
Женщины также реализовывались в ботанике и эмбриологии. В области психологии женщины получали докторские степени, но поощрение получали специализации в педагогической и детской психологии, а также устройство на работу в такие медицинские учреждения, как больницы и агентства социального обеспечения.
В 1901 году Энни Джамп Кэннон упростила классификацию звезд, что впоследствии привело к признанным сегодня основным классам звёзд: O, B, A, F, G, K, M.

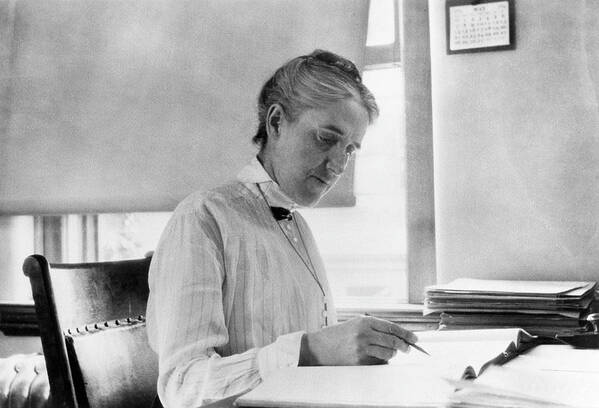
Генриетта Свон Ливитт внесла фундаментальный вклад в астрономию.

Генриетта Свон Ливитт впервые опубликовала свое исследование переменных звезд в 1908 году. Это открытие стало известно как «отношение период-светимость» переменных цефеид, что изменило представление о Вселенной. Достижения Эдвина Хаббла, известного американского астронома, стали возможными благодаря новаторским исследованиям Ливитт.

 Если Генриетта Ливитт предоставила ключ для определения размера космоса, то именно Эдвин Пауэлл Хаббл вставил его в замок и обеспечил наблюдения, которые позволили его повернуть.
Хаббл считал, что Ливитт заслужила Нобелевскую премию за свои исследования. Математик Гёста Миттаг-Леффлер из Шведской академии наук начал оформление документов для её выдвижения в 1924 году, но оказалось, что Ливитт умерла от рака тремя годами ранее (Нобелевская премия не может быть присуждена посмертно).
Фундаментальную теорию в звездной астрофизике о том, что звезды состоят почти исключительно из водорода и гелия, в 1925 году впервые предложила аспирантка Гарварда Сесилия Пейн-Гапошкина, основываясь на существующих данных о спектрах звезд.
Мод Ментен родилась в Канаде, но работала в США и Германии над кинетикой ферментов (вместе с Леонором Михаэлисом), продолжая более ранние открытия Виктора Анри. Она вывела уравнения Михаэлиса — Ментен, изобрела реакцию азосочетания для щелочной фосфатазы, которая до сих пор используется в гистохимии. Она описала бактериальные токсины B. paratyphosus, Streptococcus scarlatina и Salmonella ssp.,провела первое электрофоретическое разделение белков в 1944 году. Она также исследовала свойства гемоглобина, регуляцию уровня сахара в крови и функцию почек.
Во время Второй мировой войны Управление научных исследований и разработок США под руководством Вэнивара Буша с 1941 года вело реестр мужчин и женщин, получивших образование в области естественных наук. Из-за нехватки рабочих рук некоторые женщины смогли работать на работах, к которым в противном случае они не могли бы получить доступ. Многие женщины работали над Манхэттенским проектом: Леона Вудс, Кэтрин Уэй, Ву Цзяньсюн. Именно Ву подтвердила гипотезу Энрико Ферми о том, что Ксенон-135 мешает работе реактора B.

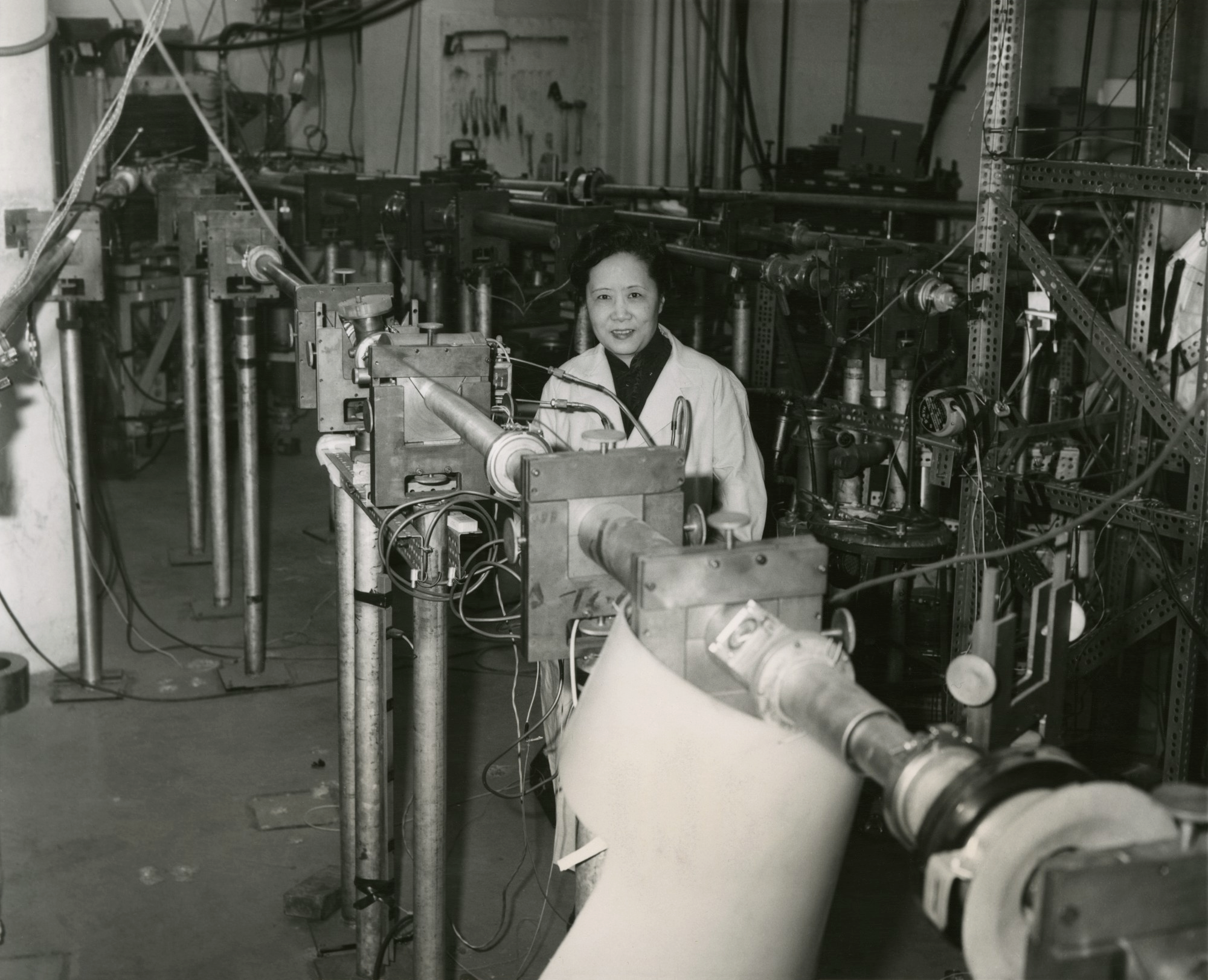
Ву Цзяньсюн, подтвердившая гипотезу с ксеноном в ядерном реакторе B во время Манхэттенского проекта.

Позже Ву доказала нарушение чётности и зарядово-сопряженной симметрии, тем самым заложив концептуальную основу для будущей Стандартной модели физики элементарных частиц.
Три диетолога, Лидия Робертс, Хейзел Стибелинг и Митчелл, Хелен С., разработали в 1941 году Рекомендуемую суточную норму для планирования ситуации группового кормления после того, как продукты стали нормироваться.
Рэйчел Карсон работала в Бюро рыболовства США, где писала брошюры, призывающие американцев потреблять больше рыбы и морепродуктов. Она также участвовала в исследованиях по разработке методов и оборудования для обнаружения подводных лодок.
Женщины-психологи сформировали Национальный совет женщин-психологов, который организовал проекты, связанные с военными действиями, избрав президентом Флоренс  Гудинаф.
Социолог Дороти Суэйн Томас руководила проектом Калифорнийского университета Исследование эвакуации и переселения американцев японского происхождения, среди её аспиранток была Тамиэ Цутияма, единственная американка японского происхождения, принявшая участие в исследовании, и Розали Хэнки Вакс.
Мэри Сирс, планктолог, глава океанографического отдела Гидрографического управления, исследовала военные океанографические методы для ВМС США.
Флоренс ван Стратен, химик, работая инженером-аэрологом, изучала влияние погоды на военные действия.
Грейс Хоппер, математик, стала одним из первых программистов для компьютера Марк I.
Мина Шпигель Рис, также математик, была главным техническим помощником «Группы по прикладной математике» Национального исследовательского комитета обороны.
Герти Кори, биохимик, открывшая механизм, с помощью которого гликоген образует энергетический резерв организма, в том числе его трансформацию в мышцах в молочную кислоту, была удостоена за это открытие (и её коллеги) Нобелевской премии в 1947 году, что сделало её третьей женщиной и первой американкой, получившей Нобелевскую премию в области науки. Она была первой женщиной, получившей Нобелевскую премию по физиологии и медицине. Кори входит в число нескольких учёных, чьи работы отмечены почтовой маркой США.

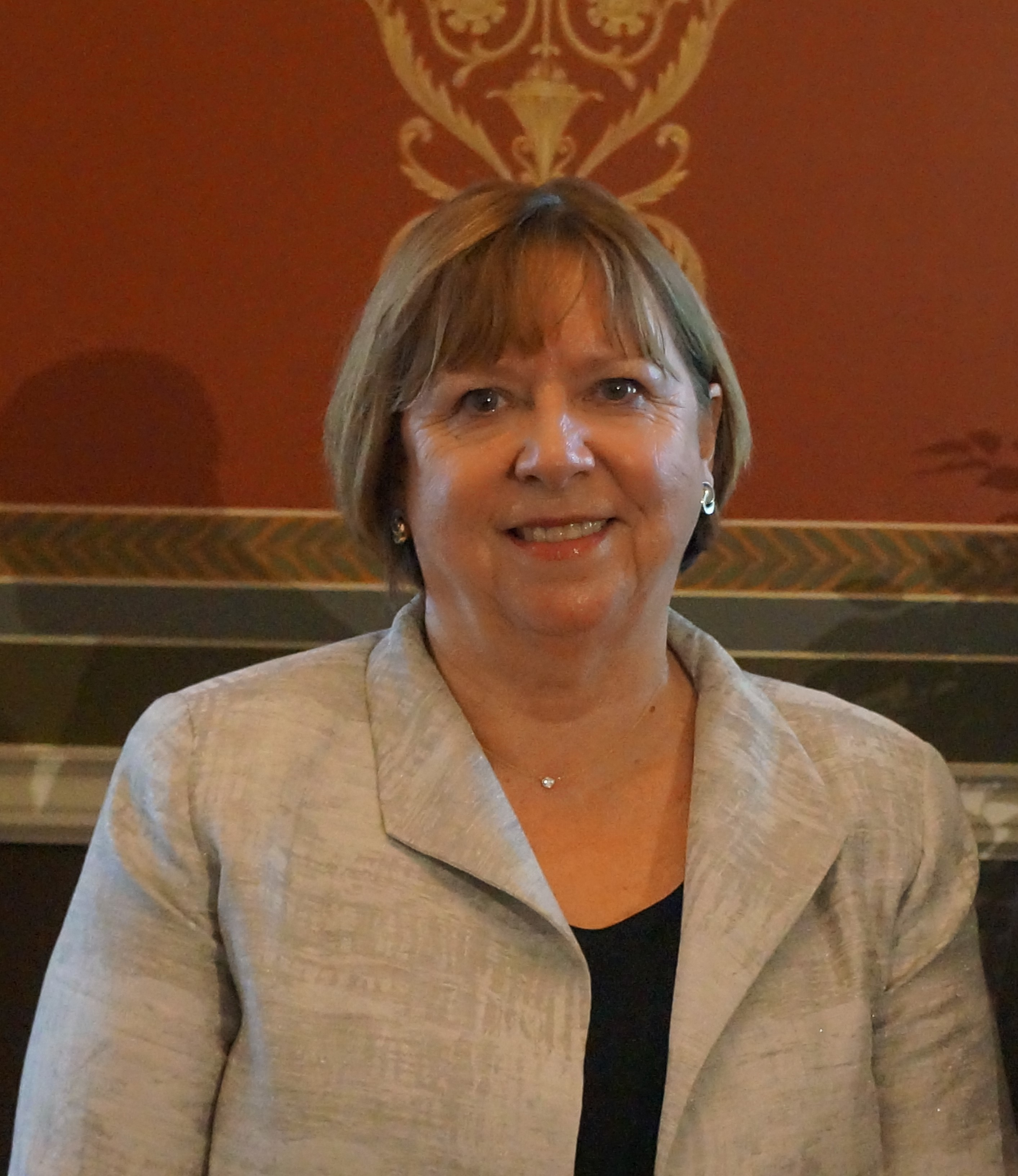
Дама Венди Холл на выставке «Спасение Интернета: этика и проблемы сохранения того, что есть в Интернете», 2016 год.

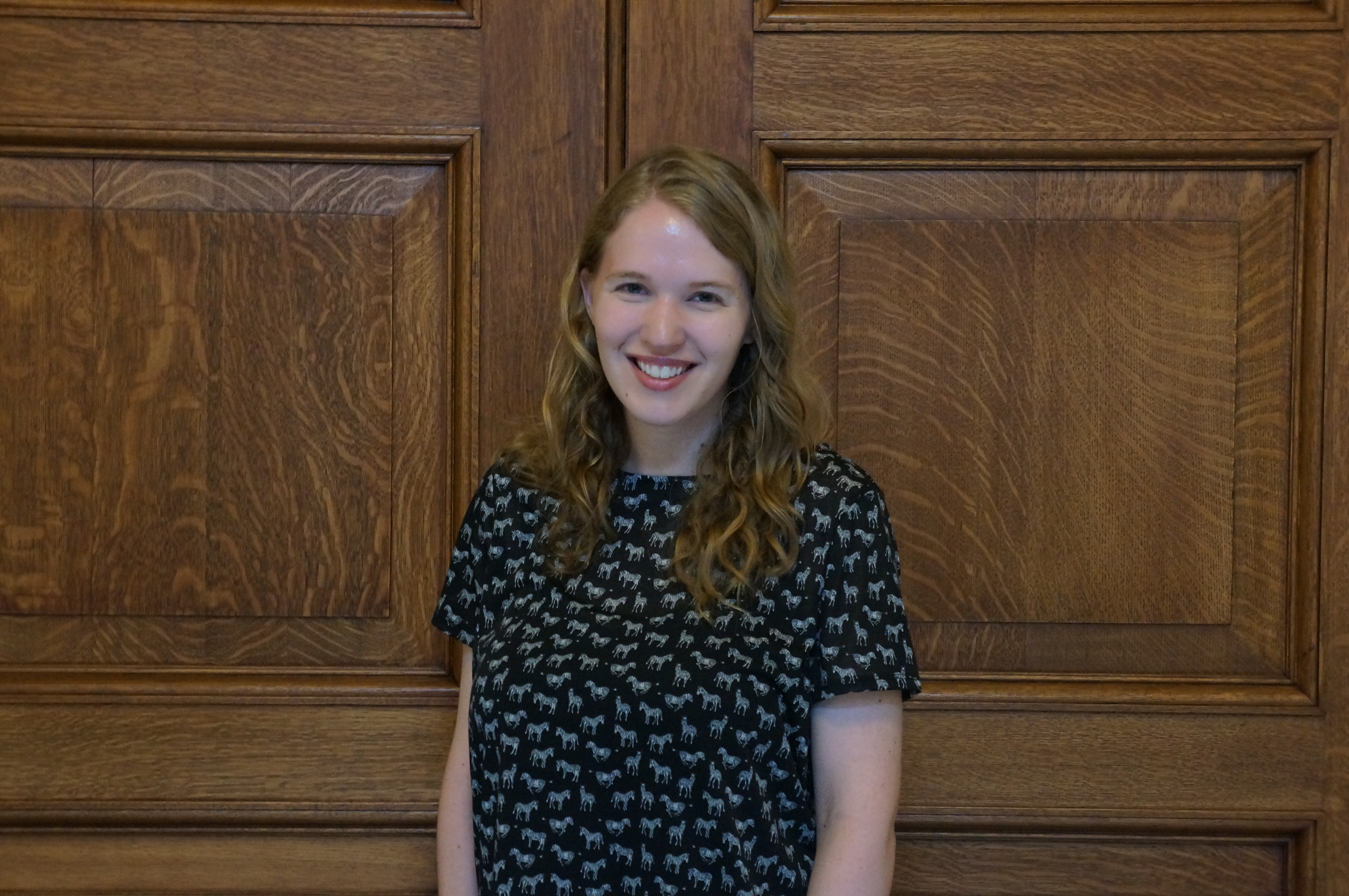
Эллисон Хегель, компьютерный специалист и специалист по данным на выставке «Спасение Интернета: этика и проблемы сохранения того, что есть в Интернете», 2016 год..

Кэтлин Антонелли, Джин Бартик, Бетти Холбертон, Мэрлин Мельцер, Фрэнсис Спэнс и Рут Тейтельбаум были шестью первыми программистками ЭНИАК, первого электронного компьютера общего назначения.
Рэйчел Карсон была морским биологом из США. Ей приписывают основание экологического движения. В 1962 году она опубликовала книгу «Безмолвная весна» об опасности пестицидов. Это привело к кампании по дискредитации Карсон, однако федеральное правительство призвало к пересмотру свойств ДДТ, в результате чего инсектицид был запрещен. Позже Карсон скончалась от рака в 1964 году в возрасте 57 лет.
Евгения Кларк, широко известная как Леди-акула, американский ихтиолог, исследовала ядовитых рыб тропических морей и поведение акул.
Энн Друян — американская писательница, лектор и продюсер, космолог и популяризатор науки, отвечала за выбор музыки для Золотой пластинки Вояджера для исследовательских миссий Вояджер-1 и Вояджер-2, а также спонсировала космический корабль «Космос-1».
Гертруда Элайон, американский биохимик и фармаколог, удостоена Нобелевской премии по физиологии и медицине в 1988 году за работу о различиях в биохимии между нормальными человеческими клетками и патогенами.
Сандра Фабер, вместе с Робертом Джексоном, открыла связь Фабера-Джексона между светимостью и скоростью звездной дисперсии в эллиптических галактиках. Она также возглавляла группу, открывшую гравитационную аномалию Великий аттрактор, к которой притягивается, в том числе, и наша галактика.
Зоолог Дайан Фосси, популяризатор охраны природы, работала с гориллами в Африке с 1967 года до её убийства в 1985 году (предположительно браконьерами).
Мария Гёпперт Майер стала второй женщиной-лауреатом Нобелевской премии по физике за модель ядерной оболочки атомного ядра. Ранее в своей карьере она работала на неофициальных или волонтерских должностях в университете, где её муж Гепперт Майер, чей научный вклад отмечен почтовой маркой США, был профессором.
Суламифь Гольдхабер и её муж Герсон Голдхабер в 1950-х годах исследовала K-мезон и другие высокоэнергетические частицы.
Контр-адмирал Грейс Хоппер, работница Eckert Mauchly Computer Corporation, разработала первый компьютерный компилятор (выпущен в 1952 году).
Стефани Кволек, исследователь компании DuPont изобрела кевлар ( пара-арамидное волокно полипарафенилен-терефталамид).
Линн Маргулис — биолог, наиболее известна своей работой над эндосимбиотической теорией формирования определённых органелл.
Розалин Ялоу была со-лауреатом Нобелевской премии по физиологии и медицине 1977 года (вместе с Роджером Гиллемином и Эндрю Шалли) «За развитие радиоиммунологических методов определения пептидных гормонов».
Барбара Мак-Клинток, генетик, обладательница докторской степени в Корнельском университете (1927 год) продемонстрировала генетическую транспозицию в 1940-х и 1950-х годах. В 1983 году ей была присуждена Нобелевская премия по физиологии и медицине, причём Мак-Клинток стала первой американкой, получившей Нобелевскую премию без со-лауреатов. Мак-Клинток — одна из нескольких учёных, чьи работы отмечены почтовой маркой США.
Нита Ахуджа— известный хирург-учёная, известная своей работой в эпигенетике. Первая женщина, когда-либо возглавлявшая отделение хирургической онкологии в больнице Джонса Хопкинса, также первая женщина, когда-либо возглавлявшая кафедру хирургии в Йельском университете за его более чем 200-летнюю историю.
Кэролин Порко — планетолог, популяризатор освоения космоса, наиболее известна своей работой над программой Вояджер и миссией Кассини-Гюйгенс на Сатурн.
Физик Хелен Квинн вместе с Роберто Печчеи постулировали симметрию Печчеи-Квинн. Одним из следствий является частица, известная как аксион, кандидат на частицу тёмной материи.
Лиза Рэндалл — физик-теоретик и космолог, первая женщина- штатный профессор физики в Принстонском университете, наиболее известная своей работой над моделью Рэндалл-Сандрума, описывающей мир в терминах многомерной вселенной.
Салли Райд, астрофизик и первая американка, а на тот момент самая молодая американка, отправившаяся в космос, написала нескольких книг для детей о космосе Райд участвовала в проекте Gravity Probe B, предоставившем дополнительные доказательства того, что предсказания общей теории относительности Альберта Эйнштейна верны.
Астроном Вера Рубин обнаружила проблему вращения Галактики, которая теперь считается одним из ключевых доказательств существования темной материи. Она была первой женщиной, которой разрешили наблюдение в Паломарской обсерватории.
Сара Сигер — канадско-американский астроном, профессор Массачусетского технологического института, известная своими исследованиями внесолнечных планет.

#### Австралия
- Аманда Барнард[англ.], физик-теоретик из Австралии, специализирующаяся на наноматериалах, лауреат премии Малкольма Макинтоша[англ.] в номинации «Ученый-физик года».
- Изобель Беннетт[англ.] была одной из первых женщин, отправившихся на остров Маккуори в составе Австралийской национальной антарктической исследовательской экспедиции (ANARE). Она является одним из самых известных морских биологов Австралии.
- Дороти Хилл[англ.], австралийский геолог, первая женщина-профессор австралийского университета.
- Руби Пэйн-Скотт, австралийка, которая была первой женщиной в области радиоастрономии и радиофизики.

#### Латинская Америка
В 1927 году аргентинская исследовательница в области женского здоровья Мария Тереса Феррари стала первой женщиной-профессором университета в Латинской Америке.
Испанский и венесуэльский диетолог Мария Ньевес Гарсия-Касаль — первая женщина-учёная, которая возглавила Латиноамериканское общество питания.
Анджела Рестрепо Морено — микробиолог из Колумбии, с детства интересовалась микроскопом, принадлежавшим её дедушке. Основная область исследований — грибки и вызываемые ими болезни, в частности паракокцидиоидомикоз.

### XXI век
Сусана Лопес Чарретон родилась в Мехико, Мексика, в 1957 году. Её область исследований сосредоточена на ротавирусе. Основное направление исследований заключалась в изучении путей проникновения вируса в клетки, способов его размножения, способности вируса распознавать клетки, которые он заражает. Вместе со своим мужем Чарретон была удостоена премии Карлоса Дж. Финлея в области микробиологии в 2001 году
Группа Деборы Джин из JILA в Боулдере, штат Колорадо, в 2003 году получила новое состояние вещества — первый фермионный конденсат.
Нейробиолог Линда Бак получила в 2004 году Нобелевскую премию по физиологии и медицине вместе с Ричардом Акселем за работу над обонятельными рецепторами.
Анджела Рестрепо Морено была награждена премией SCOPUS в 2007 году за многочисленные публикации.
Французский вирусолог Франсуаза Барре-Синусси идентифицировала вирус иммунодефицита человека (ВИЧ) как причину СПИДа, за что получила Нобелевскую премию по физиологии и медицине 2008 года.
Кэрол Грейдер и уроженка Австралии Элизабет Блэкберн вместе с Джеком В. Шостаком открыли защиту хромосом теломерами и ферментом теломеразой, за что получили Нобелевскую премию по физиологии и медицине 2009 год.
Астроном Джилл Тартер наиболее известна своей работой по поиску внеземного разума, бывший директор SETI. В 2004 году по версии журнала Time стала одной из 100 самых влиятельных людей мира.
Джейн Гудолл — британский приматолог, ведущий мировой эксперт по шимпанзе, посвятившая их исследованиям их социальных и семейных взаимодействий 55-лет, основала Институт Джейн Гудолл и программы Roots &amp; Shoots.
Палеоантрополог Мэри Лики обнаружила на острове Русинга скелет проконсула возрастом 18 млн лет.
Итальянский невролог Рита Леви-Монтальчини получила Нобелевскую премию по физиологии и медицине 1986 года за открытие факторов роста, в частности, NGF. Её работа способствовала пониманию развития различных заболеваний (опухоли, замедленное заживление, пороки развития и другие). За это открытие она получила Нобелевскую премию по физиологии и медицине (вместе со Стэнли Коэном) в 1986 году. Рита Леви-Монтальчини также занималась политической деятельностью. Она была назначена пожизненным сенатором Италии в 2001 году и является старейшим лауреатом Нобелевской премии из когда-либо живших.
Исследования зоолога Энн Макларен привели к достижениям в области экстракорпорального оплодотворения. Она стала первой женщиной-офицером Королевского общества, впервые за 331 год его существования.Лилиана Кинтанар Вера— мексиканский химик, исследующая такие нейродегенеративные заболевания, как болезнь Паркинсона, Альцгеймера и прионная болезнь, а также такие дегенеративные заболевания, как диабет и катаракта , сосредоточилась на том, как медь взаимодействует с белками нейродегенеративных заболеваний, упомянутых ранее. Награды Лилианы включают Премию Мексиканской академии наук за исследования в области науки в 2017 году, премию Маркоса Мошинского в 2016 году, стипендию Фулбрайта в 2014 году и премию Л’Ореаль-ЮНЕСКО «Женщины в науке» в 2007 году.
Ада Йонат, первая женщина с Ближнего Востока, получившая Нобелевскую премию по химии в 2009 году за исследования структуры и функции рибосомы.
Пенни Сакетт, родившаяся в США, астроном, ставшая первой женщиной -главным научным сотрудником Австралии в 2008 году.
Фиона Стэнли, лауреат премии «Австралиец года 2003 года», эпидемиолог, известна своими исследованиями в области детского и материнского здоровья, врожденных нарушений и своей работой в области общественного здравоохранения.
Мишель Симмонс, лауреат премии «Австралиец года 2018», — квантовый физик, специалист по квантовым вычислениям, пионер в атомной электронике (в области кремниевых квантовых устройств).
Специалист в наблюдательной астрономии Андреа Гез получила «грант гения» Макартура за свою работу по преодолению ограничений наземных телескопов, в 2020 году получила Нобелевскую премию.

## Нобелевские лауреаты
Нобелевская премия и Премия в области экономических наук были присуждены женщинам 61 раз за период с 1901 по 2022 год. Мария Склодовская-Кюри дважды была удостоена Нобелевской премии: по физике в 1903 году и по химии в 1911 году. Таким образом Нобелевскую премию (на 2022 год) получили 60 женщин, из которых 24 женщины были удостоены Нобелевской премии по физике, химии, физиологии или медицине.

### Химия
1. 2022 — Кэролин Бертоцци
2. 2020 — Эммануэль Шарпантье, Дженнифер Даудна
3. 2018 — Фрэнсис Арнольд
4. 2009 — Ада Йонат
5. 1964 — Дороти Ходжкин
6. 1935 — Ирен Жолио-Кюри
7. 1911 — Мария Склодовская-Кюри

### Физика
1. 2023— Л’Юилье, Анн
2. 2020 — Андреа Гез
3. 2018 — Донна Стрикленд
4. 1963 — Мария Гёпперт-Майер
5. 1903 — Мария Склодовская-Кюри

### Физиология или медицина
1. 2023  —  Карико, Каталин
2. 2015 — «Юю Ту»
3. 2014 — Мей-Бритт Мозер
4. 2009 — Элизабет Блэкберн
5. 2009 — Кэрол В. Грейдер
6. 2008 — Франсуаза Барре-Синусси
7. 2004 — Линда Бак
8. 1995 — Христиана Нюсслайн-Фольхард
9. 1988 — Гертруда Элаийон
10. 1986 — Рита Леви-Монтальчини
11. 1983 — Барбара Мак-Клинток
12. 1977 — Розалин Ялоу
13. 1947 — Герти Кори

## Медаль Филдса
- 2014  — Марьям Мирзахани, иранский математик и профессор математики Стэнфордского университета, первая женщина, получившая премию
- 2022 — Марина Вязовская, украинский математик[127]

## Статистика и анализ положения женщин в науке
Статистические данные способствовали выявлению недостатков, с которыми сталкиваются женщины в науке, а также отслеживанию положительных изменений возможностей трудоустройства и доходов женщин в науке :33. В ходе различных исследований были выявлены причины гендерной сегрегации в науке. Было определено, что разные области науки были разделены между мужчинами и женщинами в период между 1920-ми и 1930-ми годами. В1966 году 38 % женщин имели степень магистра (мужчины —26 %, но большая часть выпускниц работала в экологических и некоммерческих организациях. Нина Байерс отмечает, что до 1976 года фундаментальный вклад женщин в физику признавался редко. Женщинам приходилось работать бесплатно или на должностях, лишенных того статуса, которого они заслуживали. Этот дисбаланс постепенно устраняется.

### Представленность женщин в науке

#### Женщины в инженерных областях
В инженерных областях по-прежнему (данные 2021 года) господствуют мужчины, особенно в промышленно развитых странах. Согласно Докладу ЮНЕСКО о науке (2021 год) невелика доля женщин среди выпускников :
- технических факультетов — 28%
- факультетов компьютерных наук и информатики— 40%.

Самая низкая доля женщин среди выпускников технических университетов в таких развитых странах, как:
- Франция — 26,1%
- Австралия — 23,2%
- США — 20,4%  (в 2013 году — 19 %[131])
- Республика Корея – 20,1% (в 2013 году — 10 %[131])
- Канада — 19,7% (в 2013 году — 19 %[131])
- Швейцария — 16,1%
- Япония — 14% (в 2013 году — 5 %[131]).

В Израиле, где 28 % старшего научного персонала составляют женщины, их пропорционально меньше в инженерии (14 %), физических науках (11 %), математике и компьютерных науках (10 %), но преобладающее большинство в образовании (52 %) и парамедицинских профессиях (63 %) (данные 2013 года).
Для других стран доля женщин среди выпускников технических университетов превышает долю стран Европы и Северной Америки и составляет (данные 2013 года):
- на Кипре — 38 %
- в Дании — 36 %
- в Российской Федерации 36 %.

В ряде развивающихся стран значительная доля женщин-инженеров: в Коста-Рике, Вьетнаме и Объединённых Арабских Эмиратах (31 %), Мозамбике (34 %),  Брунее (42 %). В Малайзии (50 %) доля женщин-инженеров была равна мужской (данные 2013 года). Из 13 стран к югу от Сахары, представивших данные, в семи с 2000 года наблюдалось существенное увеличение (более 5 %) числа женщин-инженеров, а именно: в Бенине, Бурунди, Эритрее, Эфиопии, Мадагаскаре, Мозамбике и Намибии (данные 2013 года).
В арабских странах с 2013 года наблюдался стабильный рост числа женщин-инженеров. Доля женщин среди выпускников технических вузов (данные 2021 года):
- в Алжире — 48,5% (2013 год—32%[131])
- в Марокко — 42,2%
- в Омане (исключение) — 43,2% (2013 год—53%[131])
- в Сирии — 43,9%
- в Тунисе — 44,2% (2013 год — 41%[131]).

Анализ показывал неуклонное сокращение числа выпускниц компьютерных наук с 2000 по 2013 год, что было особенно заметно в таких странах с высоким уровнем дохода, как: Австралия, Новая Зеландия, Республика Корея и США. В Латинской Америке и Карибском бассейне доля женщин, получивших высшее образование в области компьютерных наук, за этот период также снизилась.
Исключением являются (данные за период 2000—2013—2023 год) следующие страны, в которых доля женщин-выпускниц компьютерных наук увеличилась:
- Дания — 15 % (2000 год[131]), 24 % (2013 год[131])
- Германия — 10 % (2000 год[131]), 17 % (2013 год[131]), 19% (2021 год[130])
- Турция — 29 %( 2000 год[131]), 33 %(2013 год[131]).

Сектор информационных технологий (ИТ) Малайзии в равной степени состоит из женщин и мужчин, при этом большое количество женщин работает профессорами в университетах и в частном секторе. Это продукт следующих исторических тенденций в Малайзии (данные 2013 года):
- преобладание женщин в малайской электронной промышленности, предшественнице ИТ-индустрии
- национальное стремление к созданию «панмалайской» культуры
- государственная поддержка образования  на основе квот, и, поскольку немногие малайские мужчины интересуются информационными технологиями, это оставляет больше возможностей для женщин.

В Индии наблюдался рост числа женщин-инженеров из-за легкого доступа к инженерному образованию в результате увеличения числа женских инженерных колледжей за последние два десятилетия, как одного из способствующих факторов(данные 2013 года).
Во многих случаях инженерия уступила место другим наукам, включая сельское хозяйство. Так, в Новой Зеландии доля женщин среди выпускников сельскохозяйственных учебных заведений в период с 2000 по 2012 годы выросла с 39 % до 70 %, они продолжали доминировать в сфере здравоохранения (80—78 %), но уступили позиции в науке (43—39 %) и технике (33—27 %).
Мало женщин среди инициаторов стартапов, что связано с затруднённым доступом к финансированию, мало  среди руководителей (данные 2021 года). Препятствия на пути карьерного роста:
- уход в декретный отпуск
- предвзятое отношение начальства.

Эксперты ЮНЕСКО считают, что женщины должны быть частью цифровой экономики, чтобы Четвёртая промышленная революция не закрепила традиционные гендерные предрассудки.

#### Женщины в науках о жизни
В науках о жизни женщины-исследователи достигли паритета (45-55 % исследователей) во многих странах (данные 2013 года). В Беларуси и Новой Зеландии шесть из десяти исследователей — женщины, работающие как в медицинских, так и в сельскохозяйственных науках. Более двух третей исследователей в области медицинских наук составляют женщины в Сальвадоре, Эстонии, Казахстане, Латвии, Филиппинах, Таджикистане, Украине и Венесуэле.
С начала XXI века неуклонно растёт число женщин, получивших дипломы сельскохозяйственных наук. В странах Африки к югу от Сахары в восьми странах, таких как: Лесото, Мадагаскар, Мозамбик, Намибия, Сьерра-Леоне, Южная Африка, Свазиленд и Зимбабве— доля выпускниц достигает более 40 %. Причины этого всплеска неясны, хотя одно из объяснений может заключаться в растущем внимании к национальной продовольственной безопасности и пищевой промышленности. Другое возможное объяснение состоит в том, что женщины широко представлены в биотехнологии. Например, в Южной Африке доля женщин-инженеров была мала (16 %) в 2004 году и в естественно-научных профессиях (16 %) в 2006 году, но зато в биотехнологиях доля женщин составила 52 %.
В Фонде охраны дикой природы в Великобритании, ведущей природоохранной организации в Англии, женщин на практических природоохранных должностях почти столько же, сколько мужчин.

#### Женщины в космосе
Одной из областей, где женщины меньше всего представлены в науке, являются космические полеты. Из 556 человек, побывавших в космосе, только 65 были женщинами, что составляет 11 %.
Первой женщиной, побывавшей в космосе  (1963 год), стала Валентина Терешкова, советский космонавт, без  опыта пилотирования, она летала на „Востоке-6“. До полета в космос Терешкова работала текстильщицей. Следующая женщина отправилась в космос почти двадцать лет спустя.
В 1960-х годах активно развивалась американская космическая программа, однако женщинам не разрешалось участвовать в ней, так как астронавты должны были быть военными летчиками, а эта профессия была для женщин под запретом. По словам генерала Дона Фликинджера из ВВС США  было трудности со скафандрами для удовлетворения конкретных биологических потребностей женщин.
В начале 1960-х тренировался Первый отряд астронавтов США Меркурий-7, состоящий из мужчин. В то же время был создан женский отряд Меркурий-13, показавший лучшие результаты,  однако это не убедило чиновников НАСА допустить женщин в космос. В ответ на это в Конгрессе были проведены слушания по расследованию дискриминации женщин в программе. Одной из женщин, давших показания на слушании, была участница отряда Джерри Кобб. Во время своих показаний Джерри Кобб сообщила о том, что в Нью-Мексико есть место под названием «Колледж шимпанзе», где обучают шимпанзе для космических полетов, в том числе самку по имени Гленда. Она призвала позволить женщинам пройти такую же подготовку для космических полетов.
Представителями НАСА также были астронавты Джон Гленн и Скотт Карпентер, засвидетельствовавшие, что женщины не подходят для космической программы. В конечном итоге слушания не привели к каким-либо действиям, и НАСА не допускало женщин в космос до 1983 года.
Салли Райд была третьей женщиной, побывавшей в космосе, и первой американкой, в 1983 году совершив полет на „Челленджере“ в рамках миссии STS-7.
С тех пор, как в 1978 году в первый класс астронавтов НАСА допустили женщин, их количество достигло 45 % от состава класса. В 2019 году на Международной космической станции был совершен первый полностью женский выход в открытый космос.

### Модель негерметичный трубопровод

Модель „Негерметичный трубопровод“. Доклад ЮНЕСКО по науке: к 2030 г., рисунок 3.3, данные Статистического института ЮНЕСКО „Доля женщин в высшем образовании и научных исследованиях во всем мире“, 2013 год..

Доля женщин в отдельных учебных заведениях Южной Африки в 2011 г. Источник: Доклад ЮНЕСКО по науке: к 2030 г., основанный на исследовании 2011 г. Академии наук Южной Африки об участии девочек и женщин в национальной системе ИППП в Южной Африке.

В начале 1980-х годов американский историк науки Маргарет Росситер предложила концепции, объясняющие причины сегрегации женщин в научной отрасли:
- иерархическая сегрегация
- территориальная сегрегация.

#### Иерархическая сегрегация
Иерархическая сегрегация описывала феномен, при котором чем выше ступенька служебной лестницы, тем меньше присутствие женщин. Это верно и для научных кругов, и для промышленности.
В конце 1960-х и в 1970-х годах законодательство о равных правах привело к резкому увеличению числа женщин-ученых. Количество ученых степеней, присуждаемых женщинам, выросло с 7 % (1970 год) до 24 % (1985 год).
Статистические данные (1982 год) о доле женщин среди выпускников в Соединённых Штатах:
- бакалавров всех степеней  — 54 % , причём 50 % из них — в области естественных наук
- докторантов— 40 %, из которых только 31 %приходится на науку и технику.

В США (в 2001 году) женщины с докторскими степенями в области естественных или инженерных наук в основном были заняты в секторе образования, а не в бизнесе или промышленности.
В областях, в которых традиционно доминировали женщины (уход за больными) женщины были менее успешны, чем мужчины с точки зрения степени, звания и заработной платы (1990-е годы). В 1991 г. женщинам принадлежал 91 % докторских степеней в области сестринского дела, а мужчины занимали 4 % профессорских должностей в области сестринского дела.
В 1990-е годы в области психологии, где женщины получали большинство докторских степеней, женщины не занимали большинство высокопоставленных должностей.
Исследование представленности женщин в таких точных науках, как физика и компьютерные науки выявило модель «негерметичного трубопровода», в которой доля женщин, находящихся на пути к потенциальному становлению ведущими учеными, падала на каждом этапе пути, включающем следующие стадии:
- интерес к естественным наукам и математике в начальной школе
- докторантура
- карьерные шаги.

Доля женщин всего мира (2013 год):
- среди выпускников бакалавриата и магистратуры — 53 %
- среди кандидатов наук— 43 %
- среди исследователей—28 %

В Соединённых Штатах женщины в 1990-е годы получали 54 % всех степеней бакалавра, и 50 % из них были связаны с наукой, но только 9 % американских физиков были женщинами: Глава 2. Именно выпускницы школ с совместным обучением в Соединённых Штатах и многих европейских странах преуспевали в 90-е годы в науке:Глава 3.
В биологии (на 2000 год)  проявлялась та же тенденция:
- женщины в Соединённых Штатах получали степень магистра в том же количестве, что и мужчины
- в течение двух следующих десятилетий падало количество женщин с докторской степенью по сравнению с мужчинами
- число женщин -руководителей исследований не росло[142].

Общемировой является тенденция снижения участия женщин в науке с начала XXI века, одной из причин  является переход женщин в сельскохозяйственные науки.

#### Территориальная сегрегация
Территориальная сегрегация это явление, когда женская занятость часто группируется в определённых отраслях или категориях :34–35.
Хотя женщины составляли почти половину гражданской рабочей силы (на 2006 год), они занимали большинство низкооплачиваемых должностей или должностей, которые общество считало женскими: 60 % белых женщин работали медсёстрами, воспитательницами или школьными учителями.
Более 50 % выпускниц бакалавриата и магистратуры получали дипломы наук о жизни (данные 2013 года). Однако, в то время, как в Северной Америке и большей части Европы немногие выпускницы получают дипломы в области физики, математики и компьютерных наук, в других регионах доля выпускниц была близка к паритету (данные 2013 года).  Так, в Великобритании (в 2004—2005 годах) более половины мест на курсах высшего образования, связанных с наукой (естественные науки, медицина, математика, информатика и инженерия) занимали женщины. Однако гендерные различия выражались следующим образом (в 2004—2005 годах:
- женщины значительно превосходили мужчин в биологии и медицине, особенно в уходе за больными
- мужчины преобладали в математике, физических науках, информатике и инженерии.

В инженерных и компьютерных науках женщины постоянно отставали от мужчин, и эта ситуация была особенно актуальна во многих странах с высоким уровнем дохода как для данных 2013 года, так и на 2021 год.

### Социальные недостатки и их преодоление
Существуют социальные недостатки, приводящие к гендерному разрыву в науке:
- стереотипы
- отсутствие информации
- влияние семьи

Стереотипы связывают такие характеристики, как забота, доброта и теплота, или такие характеристики, как сила и могущество, с определённым полом, что приводит к стереотипу о том, что определённые профессии больше подходят для определённого пола. Был создан ряд организаций для борьбы со стереотипами, отталкивающими девочек от карьеры в науке. Великобритания поддерживает женщин в области инженерии и науки с 1919 года. В области вычислительной техники группа Британского компьютерного общества BCSWomen активно поощряет девочек рассматривать возможность карьеры в области вычислительной техники.  Изображение женщин-ученых в кино страдает от плохих стереотипов и может формировать гендерны стереотипы. Так в тесте для учащихся начальной школы «Нарисуй ученого» из 4000 участников только 28 девочек нарисовали женщин-ученых.
Отсутствие информации выражается в нехватке образцов для подражания. Проект IFAC изучал аспекты недостатка информации В рамках проекта изучалось низкое участие женщин в науке и технологиях в областях науки и техники на уровне от средней школы до университетского уровня. Кампания «Наука: это женское дело», несмотря на своё многообещающее название, была прекращена из-за дальнейшего поощрения женщин к участию в «девчачьих» или «женских» занятиях. Важными стимулами для увеличения роли женщин в науках об окружающей среде и природоохранной биологии послужили книги:
- Безмолвная весна Рэйчел Карсон, после публикации которой последовал запрет химических пестицидов
- Гориллы в тумане Дайан Фосси и Джейн Гудолл, изучавшей приматов в Восточной Африке.

В Соединённых Штатах одной из самых известных организаций женщин-профессионалов в науке является "Ассоциация женщин в науке". Клуб Гролье в Нью-Йорке организовал выставку «Выдающиеся женщины в науке и медицине: четыре века достижений», на которой были представлены жизнь и работа 32 женщин-ученых в 2003 году. Национальный институт охраны труда и здоровья (NIOSH) разработал серию видеороликов, рассказывающих истории женщин-исследователей об их пути в науку, технологии, инженерию или математику (STEM) и предлагающих поддержку начинающим женщинам-ученым. NIOSH также финансирует несколько научно-обоснованных учебных программ по всей стране. В 2015 году Генеральная Ассамблея ЮНЕСКО приняла резолюцию, провозгласившую 11 февраля Международным днём женщин и девочек в науке.
Влияние семьи зависит от:
- уровня образования. Так, люди с высшим образованием больше понимают важность образования. Родители также могут оказывать влияние на выбор аналогичной профессии, особенно у женщин, так было обнаружено, что род занятий матери имеет тенденцию коррелировать с их дочерьми[155]
- экономического положения. Так, экономический статус может влиять на то, какое высшее образование доступно студенту. Студентки могут выбирать более короткий карьерный путь, чтобы быстро начать зарабатывать деньги
- системы убеждений семьи.  Большое влияние имеют религиозные и культурные взгляды семьи (правила в отношении занятий женщин, одежды), которые ограничивают выбор карьеры для женщин. Родительское влияние выражается в том, что люди склонны хотеть реализовать то, что они не могли иметь в детстве[154]. Как показывают исследования, женщинынне только должны преодолеть социальные нормы, но и превзойти мужчин для того же признания[156].

### Заработная плата женщин в науке
Анализ жизненного пути (основанный на интервью и опросах) женщин науки, позволяет сделать вывод о том, что «женщины сталкиваются с особым рядом гендерных барьеров на пути к успеху в научной карьере. Когда женщина и мужчина обладают одинаковыми способностями к работе, вероятность того, что женщина получит работу, ниже, чем для мужчин, у женщин, как правило, меньше зарплата и ниже статус.
Женщины в 1990-е годы, как правило, зарабатывали меньше мужчин почти во всех отраслях, включая правительство и научные круги, так по данным 1993 :35 года,  средняя заработная плата женщин-ученых и инженеров с докторскими степенями была на 20 % меньше, чем у мужчин. Если мужчины и женщины работали в одной и той же области науки, женщинам обычно платили на 15-17 % меньше, чем мужчинам. Зарплата инженера-мужчины продолжала расти по мере того, как он набирал опыт, тогда как зарплата инженера-женщины достигала плато (данные 2001 года).
В 1996 году заработная плата женщин в профессиональных областях увеличилась с 85 % до 95 % от зарплаты мужчин с аналогичными навыками, а для молодых женщин (от 27 до 33 лет) достигла 98 % зарплаты их сверстников-мужчин.
В 2012 году в журнальной статье сообщалось о гендерных предубеждениях среди преподавателей естественных наук. В ходе эксперимента преподаватели просматривали резюме гипотетического студента и решали вопрос о найме и сумме стартовой зарплаты. Два резюме были случайным образом разосланы преподавателям, отличаясь только именами в верхней части резюме (Джон или Дженнифер). Студенту мужского пола было отдано предпочтение (более компетентный), средняя начальная зарплата, предлагаемая студенту-мужчине, была более чем на 3000 долларов больше, чем стартовая зарплата, предлагаемая студентке. И мужчины, и женщины-преподаватели продемонстрировали эту гендерную предвзятость. Такая предвзятость может частично объяснить постоянный дефицит числа женщин на самых высоких уровнях в научных областях. В 2 015 году были опубликованы результаты серии из пяти национальных экспериментов, показывающих, что гипотетическим кандидатам-женщинам предлагалась должность преподавателя вместо должности доцента, по сравнению с мужчинами с одинаковой квалификацией, в соотношении 2 к 1.
Другое исследование показало, что большинство областей были гендерно справедливыми.

### Этнические различия женщин в науке
Помимо гендерного разрыва, существовали также этнические различия, так, только 3 % работающих женщин -африканок, аналогично женщин-латиноамериканок были учеными и инженерами. В заработной плате между этническими группами существовали следующие различия: афроамериканки с большим стажем зарабатывали на 3,4 % меньше, чем европейки-американки с аналогичными навыками, в то время как азиатские женщины-инженеры зарабатывали больше, чем африканки и европейки (на 2001 год).

### Причины гендерного разрыва в науке
Клаудия Голдин из Гарварда в книге «Великая гендерная конвергенция: её последняя глава» (2014 год) анализировала причины гендерного разрыва в оплате труда.
Самым главным фактором, мешающий женщинам преуспеть в научной карьере, было признано формирование семьи. Женщины, вступающие в период формирования семьи, на 35 % реже  (на 2015 год) занимают постоянные должности после получения докторской степени, чем их коллеги-мужчины.

#### Высший эшелон научных исследований
У мужчин больше шансов быть выбранными на работу, чем у женщин. В высших эшелонах научных исследований и принятия решений  женщин особенно мало (2015 годы). В этой связи в 2013 году в Германии была введена 30-процентная квота для женщин в советах директоров компаний.
Доля женщин в высших эшелонах науки и управления:
- ректоры и проректоры университетов— 14 % (2010 год, Бразилия), 17 % (2011 год, Южная Африка)[165][166], 16 % глав высших учебных заведений и всего 10 % глав университетов (2010 год, ЕС)
- директора и заместители директоров национальных исследовательских центров —23 % (2015 год, США), 16 % (2015 год, Аргентина), 10 % (2015 год, Мексика)[167][168]
- преподаватели— 51 % (2011 год, Вест-Индский университет,) старшие преподаватели— 32 % ( 2011 год, Вест-Индский университет), профессора— 26 % (2011 год, Вест-Индский университет)

Обзор Королевского общества Великобритании за 2018 год показал такие же низкие цифры по преподавательскому составу.Лишь в нескольких странах, включая Кубу, Панаму и Южную Африку доля выше 25 %. По состоянию на 2015 год этот показатель для Индонезии составлял 17 %.

## Региональные особенности
В 1970-х и 1980-х годах появилось много книг и статей о женщинах-учёных, но, практически все они игнорировали цветных женщин и женщин за пределами Европы и Северной Америки, предполагая, что наблюдения, сделанные для тех регионов будут справедливы для остального мира.  Региональные обобщения о женщинах в науке оказались неверными, так техническая область, которая  считалась «неженской» в одной стране в определённый период, могла быть предметом участия многих женщин в другой исторический период или в другой стране. В бывшем Советском Союзе на всех инженерных специальностях был высокий процент женщин, а в Национальном инженерном университете Никарагуа в 1990 году женщины составляли 70% студентов-инженеров. Создание «Фонда Ковалевской» в 1985 году и «Организации женщин в науке для развивающихся стран» в 1993 году сделало более заметными ранее маргинализированных женщин-ученых.

Доля женщин-исследователей по странам Источник: Доклад ЮНЕСКО по науке: к 2030 г., данные 2013 года Статистического института ЮНЕСКО.

В настоящее время между регионами наблюдается большой разрыв по представленности женщин в науке.
В Юго-Восточной Европе женщины-исследователи добились паритета и, 44 % в Центральной Азии, Латинской Америке и Карибском бассейне (2013 год). В Европейском союзе только каждый третий (33 %) исследователь — женщина, по сравнению с 37 % в арабском мире (2013 год). Женщины также лучше представлены в странах Африки к югу от Сахары (30 %), чем в Южной Азии (17 %)(данные 2013 года).

#### Женщины в науке Латинской Америки и Карибского бассейна
В Латинской Америке одни из самых высоких в мире показателей женщин, изучающих научные области, а также, наравне с Карибским регионом, одна из самых высоких долей женщин-исследователей: 44 %. Из 12 стран, представивших данные за 2010—2013 годы, семь достигли гендерного паритета или даже доминируют в исследованиях: Боливия (63 %), Венесуэла (56 %), Аргентина (53 %), Парагвай (52 %), Уругвай (49 %), Бразилия (48 %) и Гватемала (45 %). Коста-Рика находится на пороге (43 %). Чили имеет самый низкий балл среди стран (31 %). Аналогичная картина на Карибах: Куба достигла гендерного паритета (47 %), а Тринидад и Тобаго — 44 %. Уругвай (47 %), Аргентина (29 %), Колумбия и Чили (26 %) (данные 2013 года).
Как и в большинстве других регионов, подавляющее большинство выпускников медицинских учебных заведений составляют женщины (60-85 %). Женщины также широко представлены в науке. Более 40 % выпускников естественных наук составляют женщины в Аргентине, Колумбии, Эквадоре, Сальвадоре, Мексике, Панаме и Уругвае. В Карибском бассейне количество женщин с дипломами в области естественных наук или одинаковое с мужчинами или больше (на Барбадосе, Кубе, в Доминиканской Республике и Тринидаде и Тобаго) (данные 2013 года).
В области инженерии выпускницы составляют более 30 % в семи странах Латинской Америки (Аргентина, Колумбия, Коста-Рика, Гондурас, Панама и Уругвай) и в одной стране Карибского бассейна— Доминиканской Республике. В Аргентине, Гондурасе и Чили число женщин-инженеров сократилось (данные 2013 года).
Тенденция снижения участие женщин в науке с начала XXI века, одной из причин которой является переход женщин в сельскохозяйственные науки, наблюдается во всех секторах более крупных экономик: Аргентине, Бразилии, Чили и Колумбии. Заметным исключением, с тенденцией к небольшому росту, является Мексика. Ещё одной негативной тенденцией является сокращение числа женщин-докторантов. Из тех стран, которые представили данные, большинство сообщают о значительном снижении на 10-20 процентных пунктов перехода от степени магистра к докторантуре (данные 2013 года).

#### Женщины в науке Восточной Европы, Западной и Центральной Азии
Достигли гендерного паритета в научных исследованиях такие страны, как Армения, Азербайджан, Грузия, Казахстан, Монголия и Украина, на грани этого Кыргызстан и Узбекистан. Похожая тенденция наблюдается в высшем образовании, за некоторыми исключениями в инженерии и компьютерных науках. Хотя в Беларуси и Российской Федерации с 2003 года наблюдался спад, в 2013 году женщины по-прежнему составляли 41 % исследователей. Женщины также широко представлены в предпринимательском секторе: Босния и Герцеговина (59 %), Азербайджан (57 %), Казахстан (50 %), Монголия (48 %), Латвия (48 %), Сербия (46 %), Хорватия и Болгария (43 %), Украина и Узбекистан (40 %), Румыния и Черногория (38 %), Беларусь (37 %), Российская Федерация (37 %) .
Каждый третий исследователь — женщина в Турции (36 %) и Таджикистане (34 %). Уровень участия ниже в Иране (26 %) и Израиле (21 %), хотя израильские женщины составляют 28 % старшего научного персонала. В университете израильские женщины преобладают в медицинских науках (63 %), но лишь меньшинство изучают инженерное дело (14 %), физические науки (11 %), математику и информатику (10 %). В Иране произошла эволюция. В то время как доля женщин с докторской степенью в области здравоохранения оставалась стабильной на уровне 38-39 % в период с 2007 по 2012 год, произошёл скачок в:
- сельскохозяйственных науках с 4 % до 33 %
- науке с 28 % до 39 %
- технике с 8 % до 16 %[131].

#### Женщины в науке Юго-Восточной Европы
За исключением Греции, все страны Юго-Восточной Европы когда-то были частью советского блока, высокая доля женщин в науке считается наследием последовательных инвестиций в образование со стороны социалистических правительств до начала 1990-х годов, в том числе в бывшей Югославии. Так, доля женщин-учёных в этих странах ~49 % (по сравнению с 37 % в Греции в 2011 году), остаётся стабильной или увеличивается в большей части региона, женщины широко представлены в государственном управлении, бизнесе, высшем образовании и некоммерческих организациях. В большинстве стран доля женщин среди выпускников высших учебных заведений в области естественных наук достигла паритета. От 70 % до 85 % выпускников составляют женщины в области здравоохранения, менее 40 % — в сельском хозяйстве и от 20 % до 30 % — в инженерии. В Албании значительно увеличилась доля женщин, получивших высшее образование в области инженерии и сельского хозяйства.

#### Евросоюз
В Европейском союзе (ЕС) доля женщин в:
- исследованиях — 33 %
- науке — 32 %
- высших учебных заведения — 40 %
- правительстве — 40 %
- частном секторе — 19 %

Число женщин-исследователей растёт быстрее, чем число исследователей-мужчин. Увеличение доли женщин по сравнению с долей мужчин за последнее десятилетие:
- в науке — 5,1 % в год в 2002—2009 гг. по сравнению с 3,3 % среди мужчин
- среди учёных и инженеров — 5,4 % в год в период с 2002 по 2010 г. по сравнению с 3,1 % среди мужчин[131].

Несмотря на достижения женщин существует сильная вертикальная и горизонтальная сегрегация, так для преподавательского состава 2010 года:
- число студенток (55 %) и выпускниц (59 %), что превышает число мужчин
- число мужчин на уровне аспирантов и докторантов превышало число женщин (хотя и с небольшим отрывом)
- доля преподавательниц категории C — 44 %, категории B — 37 %, преподавателей икатегории A11 — 20 %

Эти тенденции усиливаются в науке:
- доля студенток высших учебных заведений —31 %
- аспиранток— 38 %
- докторанток —35 % д

Самая низкая доля женщин среди профессоров в области инженерии и технологий — 7,9 %. Что касается представительства в принятии научных решений, то в 2010 г. доля женщин:
- глав высших учебных заведений —15,5 %
- ректоров — 10 %[131].

Членство в научных советах также оставалось преимущественно мужским (доля женщин 36 % членов совета).
С середины 2000-х годов ЕС прилагал усилия для увеличения представительства женщин во всех областях науки с помощью стратегии гендерного равенства Горизонт 2020.

#### Женщины в науке Австралии, Новой Зеландии и США
В 2013 году женщины составляли большинство докторантов, чьи диссертации были связаны со здоровьем: в Австралии (63 %), Новой Зеландии (58 %) и Соединённых Штатах Америки (73 %). Аналогично для сельского хозяйства доля женщин была высока: Новая Зеландия (73 %), Австралия (50 %) и США (44 %). Однако инженерное образование получает только каждая пятая женщина Австралии и США, и тенденция не улучшилась за последнее десятилетие. В Новой Зеландии доля женщин среди выпускников сельскохозяйственных учебных заведений (все уровни) в период с 2000 по 2012 год выросла с 39 % до 70 % , но уступила свои позиции в науке (с 43 до 39 %), инженерии (с 33 до 27 %) и здравоохранении (с 80 до 78 %).

#### Женщины в науке Южной Азии
В Южной Азия доля женщин-исследователей наименьшая и составляет 17 %, что на 13 процентных пунктов ниже, чем в странах Африки к югу от Сахары. Из тех стран Южной Азии, которые представили данные за 2009—2013 годы, Непал имеет самую низкую представленность (по численности населения) — 8 % (2010 год), что является значительным снижением по сравнению с 15 % в 2002 году. В 2013 году только 14 % исследователей (в пересчете на полный рабочий день) составляли женщины в Индии (15 % в 2009 году). Доля женщин-исследователей самая высокая в Шри-Ланке (39 %), за ней следует Пакистан: 24 % (2009 год), 31 % (2013 год).
Внутрирегиональные диспропорции по женщинам- исследователям в Южной Азии выглядят так (% женщин-исследователей) (данные 2013 года):
- Филиппины и Таиланд— 52 %
- Малайзия и Вьетнам— близки к паритету
- Индонезия и Сингапур—30 %
- Япония и Республика Корея (две страны с высокой плотностью исследователей и технологической сложностью)—лишь 15 % и 18 % соответственно (самые низкие показатели среди членов Организации экономического сотрудничества и развития). Республика Корея также имеет самый большой разрыв среди членов ОЭСР в вознаграждении между мужчинами и женщинами-исследователями (39 %), даже по сравнению с Японией, в которой этот разрыв 29 %
- Камбоджа отстаёт от своих соседей на 20 %, исключением является частный сектор, в котором доля женщин — около 30 %.

Доля женщин среди исследователей, занятых в секторе коммерческих предприятий, 2013 год. Источник: Доклад ЮНЕСКО по науке: к 2030 г., рисунок 3.4, данные Статистического института ЮНЕСКО.

Женщины больше всего представлены в частном некоммерческом секторе — 60 % сотрудников в Шри-Ланке.
В академическом секторе доля женщин :
- Пакистан —30 %
- Шри Ланка — 42 %.

Женщины, как правило, меньше представлены в государственном секторе и реже всего заняты в бизнес-секторе: на их долю приходится 23 % сотрудников в Шри-Ланке, 11 % в Индии и всего 5 % в Непале. Женщины достигли паритета в науке как в Шри-Ланке, так и в Бангладеш, но мало женщин- инженеров. Они представляют 17 % исследовательского пула в Бангладеш и 29 % в Шри-Ланке. Проявляется глобальная тенденция по желанию женщин сделать карьеру в области сельскохозяйственных наук.
Доля шри-ланкийских женщин в сельском хозяйстве —54 %, и они также добились паритета в области здоровья и благосостояния. В Бангладеш чуть более 30 % выбирают сельскохозяйственные науки и здоровье, что идёт вразрез с общемировой тенденцией, но доля женщин в каждой научной области за последнее десятилетие неуклонно росла.
Высокий процент женщин, занимается наукой в Брунее, Малайзии, Мьянме и на Филиппинах (около 60 %) и низкий (10 %) в Камбодже. Женщины составляют большинство выпускников медицинских факультетов: от 60 % в Лаосе до 81 % в Мьянме, за исключением Вьетнама с 42 %. Женщины-выпускницы наравне с мужчинами в сельском хозяйстве, но меньше в инженерном деле: Вьетнам (31 %), Филиппины (30 %) и Малайзия (39 %); здесь исключением является Мьянма (65 %). В Республике Корея женщины составляют около 40 % выпускников научных и сельскохозяйственных специальностей и 71 % выпускников медицинских наук, но среди женщин-исследователей они составляют лишь 18 %, что означает. потерю инвестиций, сделанных в образование девочек и женщин до высшего образования. Причиной являются традиционные взгляды на роль женщин в обществе и дома, что называется „утечкой мозгов из дома“.
Женщины по-прежнему составляют меньшинство в японской науке (15 % в 2013 г.оду), для сравнения (13 % в 2008 году). Не достигнута (на 2013 год)  поставленная правительством в 2006 году цель увеличить долю женщин-исследователей до 25 %. В 2013 году японские женщины-исследователи чаще всего работали в государственном секторе в области здравоохранения и сельского хозяйства, где они составляли 29 % ученых и 20 % государственных исследователей. В бизнес-секторе только 8 % исследователей составляли женщины (по численности), по сравнению с 25 % в академическом секторе. В других государственных научно-исследовательских учреждениях женщины составляли 16 % исследователей. Одним из основных направлений Абэномики, текущей стратегии роста Японии, является усиление социально-экономической роли женщин, крупные университетские гранты теперь учитывают долю женщин среди преподавателей и исследователей.
Показатели Японии и Республики Корея снижают средний показатель по Юго-Восточной Азии до 22,5 % доли женщин среди исследователей в регионе.

#### Женщины в науке Арабских государств
Доля женщин-исследователей в арабских государствах, составляет 37 %. Самая высокая доля женщин-исследователей в Бахрейне и Судане (около 40 %). Иордания, Ливия, Оман, Палестина и Катар — меньше 20 %. Хотя женщины в Саудовской Аравии составляют большинство выпускников высших учебных заведений, доля женщин-исследователей — 1,4 % и они сосредоточены только в „Городе науки и технологий имени короля Абдулазиза“. Женщины-исследователи в регионе в основном работают в государственных научно-исследовательских институтах, а в некоторых странах также наблюдается высокая доля женщин в частных некоммерческих организациях и университетах. Менее чем каждый четвёртый исследователь в секторе коммерческих предприятий является женщиной; в половине стран, предоставивших данные, женщин в этом секторе практически нет.
Доля женщин с высшим образованием в области естественных и технических наук очень высока по всему региону, что свидетельствует о существенном разрыве между окончанием учёбы и трудоустройством и исследованиями. Для естественных наук доля женщин составляют половину или более половины выпускников во всех странах, кроме Судана.
В сельском хозяйстве доля выпускниц более 45 % в восьми из 15 стран, представивших данные (Алжир, Египет, Иордания, Ливан, Судан, Сирия, Тунис, Объединённые Арабские Эмираты). Женщины-инженеры составляют более 70 % выпускников в Омане, при этом в большинстве других стран этот показатель составляет 25-38 %, что является высоким показателем по сравнению с другими регионами.
Доля женщин в секторах, связанных со здоровьем несколько ниже, чем в других регионах. Возможной причиной являются культурные нормы, ограничивающие взаимодействие между мужчинами и женщинами. Самая низкая доля в Ираке и Омане (около 30 %), гендерный паритет в Иране, Иордании, Кувейте, Палестине и Саудовской Аравии, самый высокий процент в Объединённых Арабских Эмиратах и Бахрейне —83 % и 84 % соответственно.
Между университетскими программами и спросом на рынке труда есть несоответствие, которое также затрагивает мужчин. Устройству на работу препятствует предубеждение семьи против работы в смешанной гендерной среде и отсутствие женских образцов для подражания.
Саудовская Аравия в связи с наименьшим количеством женской рабочей силы развивает техническое и профессиональное образование для девочек в рамках более широкой программы по снижению зависимости от иностранной рабочей силы. Корпорация технического и профессионального обучения Саудовской Аравии планирует (к 2017 году) постройку 50 технических колледжей, 50 женских высших технических институтов и 180 средних промышленных институтов

#### Женщины в науке стран Африки к югу от Сахары
В странах Африки к югу от Сахары доля женщин-исследователей составляет 30 %. В большинстве стран наблюдается значительный рост доли женщин среди выпускников высших учебных заведений в научных областях. Очень небольшая доля женщин среди выпускников в Лесото и Намибии. Южная Африка и Зимбабве достигли паритета с 49 % и 47 % соответственно. В следующую группу входят семь стран с долей около 35-40 % (Ангола, Бурунди, Эритрея, Либерия, Мадагаскар, Мозамбик и Руанда). Остальные сгруппированы вокруг 30 % или ниже (Бенин, Эфиопия, Гана, Свазиленд и Уганда). Буркина-Фасо занимает самое низкое место, где женщины составляют 18 % выпускников естественных наук.
По сравнению с другими регионами, в странах Африки к югу от Сахары представленность женщин в области инженерии довольно высока. В Мозамбике и Южной Африке, например, женщины составляют более 34 % и 28 % выпускников инженерных специальностей соответственно. Для сельскохозяйственных наук характерна тенденция неуклонного роста доли женщин по всему континенту: в восьми странах доля женщин-выпускников составляет 40 % и более (Лесото, Мадагаскар, Мозамбик, Намибия, Сьерра-Леоне, Южная Африка, Свазиленд и Зимбабве). В областях, связанных со здоровьем этот показатель колеблется от 26 % и 27 % в Бенине и Эритрее и доходит до 94 % в Намибии.
Доля женщин-исследователей относительно высока в секторе коммерческих предприятий: в Южной Африке 35 %, Кении 34 %, Ботсване и Намибии 33 % и Замбии 31 %. Участие женщин в промышленных исследованиях ниже: в Уганде 21 %, Эфиопии 15 % и Мали 12 %.

## Отсутствие представительства

### Социальное давление общества
Неравенство по отношению к женщинам „одобряется культурами и укореняется в институтах, [которые] обладают властью воспроизводить это неравенство“. В социальных сетях, в которых также господствуют определённые культурные убеждения, схемы и стереотипы, существуют различные гендерные барьеры, которые мешают женщинам работать в мужских сферах и на руководящих должностях. Согласно исследованиям в области социальной психологии, на руководящих должностях поощряется агрессивность и эмоциональная стойкость, которые являются  мужскими чертами характера.В 1968 году Джеймс Уотсон поставил под сомнение место учёной Розалинды Франклин в отрасли,  ей вменялось нехватка женственности, потому что она не пользовалась помадой или откровенной одеждой :76–77.
В книге Лонды Шибингер „Феминизм изменил науку?“, она упоминает, что мужчины исключали женщин из дискуссий вне работы, находясь под влиянием модели женской гендерной роли :81–91. В конечном итоге женский труд был обесценен, поскольку ученые-мужчины не участвовали в общих исследованиях и анализе.
Мужчины устанавливают гендерные стереотипы женского стиля, предполагающие подчинение мужской культуре, формирующие мнение о том, что высшие управленческие должности не подходят для женщин. Женщины, пытающиеся доказать свою компетентность и власть,  скорее всего, будут считаться неприятными и ненадёжными, даже если они преуспевают в „мужских“ задачах, а их достижения, скорее всего, будут отвергнуты или дискредитированы.
Женщины, работающие в таких профессиях, как наука, технологии и других смежных отраслях, скорее всего, столкнутся с  гендерными барьерами в своей карьере, связанными со страхом мужчин за свою руководящую должность. Пока люди принимают механизмы, дающие неравные результаты», все результаты будут легитимированы в обществе. Когда женщины пытаются отрицать стереотипы и дискриминацию, становясь «компетентными, цельными, любимыми», общество, скорее всего, расценит эти усилия как эгоизм или «нытье» ю В США были предприняты попытки уменьшить дискриминацию по признаку пола путём принятия  Раздела IX Поправок об образовании 1972 года,  предоставившего женщинам возможность участвовать в широком спектре образовательных программ и мероприятий и запрещающего дискриминацию по признаку пола.

### ЛГБТ
Несмотря на то, что предпринимались попытки побудить больше женщин участвовать в науке, отдельно не выделяли лесбиянок, бисексуалок или гендерно-неконформных женщин, а также гендерно-неконформных людей в более широком смысле. Отсутствуют данные по статистике участия ЛГБТ-членов в области STEM, но, в общем, было отмечено их отсутствие. Причины недостаточной представленности женщин ЛГБТ:
- отсутствие образцов для подражания во время учёбы в школе (K – 12[англ.])[179][180][181]
- желание принять традиционные гетеронормативные гендерные роли[182][183]
- дискриминация при приеме на работу и возможность сексуальных домогательств на рабочем месте
- в ряде стран отсутствует федеральная защита и присутствует криминализация гендерно-неконформного самовыражения.

Салли Райд, физик, первая американская женщина-астронавт и лесбиянка не раскрывала свою ориентацию до своей смерти в 2012 году. Причиной была анти-гомосексуальная политика НАСА, в которой «доминируют мужчины». В качестве своего наследия Салли Райд оставила компанию по расширению участия молодых девушек и женщин в областях STEM, которая продолжила работу после её смерти.
Было установлено, что однополо-привлекательные и гендерно неконформные женщины, работающие в области инженерии, наук о Земле и математики реже находятся на своём рабочем месте. В целом, ЛГБТК-люди в этом опросе сообщили, что, чем больше женщин или женских гендерных ролей работает в их лабораториях, тем более приемлемой и безопасной является рабочая среда. В другом исследовании более 30 000 ЛГБТ-сотрудников федеральных агентств, связанных с STEM, в США сообщили об:
- изоляции на рабочем месте
- чрезмерных достижениях (вынуждены работать больше, чем их коллеги-мужчины, соответствующие гендеру)[188].

Гендерно неконформные люди в физике, особенно те, кого называют транс-женщинами в программах и лабораториях по физике, чувствовали себя наиболее изолированными и воспринимались наиболее враждебно.
Такие организации, как Lesbians Who Tech, Национальная организация геев и лесбиянок, ученых и технических специалистов, oSTEM, Pride in STEM и House of STEM выступают за права и предоставляют возможности для общения и наставничества для девочек-лесбиянок и женщин, а также для ЛГБТ, интересующихся или работающих в областях STEM. В 2013 году журналист Кристи Ашванден предложила «тест Финкбейнер», чтобы помочь избежать гендерной предвзятости.

## Конфликты
Широко критикуется в связи с сексизмом некролог учёной в области ракетостроения Ивонн Брилл, который начинался со слов: «Она приготовила отвратительный бефстроганов».
В Лундском университете в 2010 и 2011 годах был проведен анализ пола экспертов для новостей и мнений в природе и перспектив в науке. Было обнаружено, что только 3,8 % статей о науках о Земле и окружающей среде в News & Views были написаны женщинами, хотя доля женщин в этой области в Соединённых Штатах составляли 16-20 %. В ответ Nature предположила, что похожая тенденция наблюдается во всём мире, но, тем не менее, они привержены устранению любого неравенства.
В 2014 году полемика по поводу изображения пин-ап женщин на рубашке учёного проекта Rosetta подняла вопросы о сексизме в Европейском космическом агентстве. Рубашка, на которой были изображены мультяшные женщины с огнестрельным оружием, вызвала поток критики и извинений.
В 2015 году стереотипы о женщинах в науке испытали на себе женщины-авторы статьи с анализом продвижения выпускников докторских наук к постдокторским позициям в области наук о жизни. Их статья была отклонена международным междисциплинарным рецензируемым научным журналом PLOS One из-за низкого качества.Анонимный рецензента предложил добавить авторов-мужчин, чтобы улучшить качество научных данных и обеспечить их правильную интерпретацию. Инцидент был доведен до сведения общественности и средств массовой информации через Твиттер. Редактор был уволен из журнала, а рецензент был исключен из списка потенциальных рецензентов. Представитель журнала извинился перед авторами и сказал, что им будет предоставлена возможность ещё раз прислать статью на рецензирование.
В 2016 году в статье, опубликованной в JAMA Dermatology, сообщалось о значительной и резкой тенденции к снижению числа женщин-исследователей в области дерматологии. В статье был сделан вывод о том, что гендерный разрыв, вероятно, был связан с отсутствием институциональной поддержки женщин-следователей.

#### Проблемные публичные заявления
В январе 2005 года президент Гарвардского университета Лоуренс Саммерс предложил свое объяснение нехватки женщин на руководящих должностях в науке и технике, предположив врожденные различия в способностях или предпочтениях между мужчинами и женщинами. В качестве доказательства сослался на генетику поведения, отметив в целом большую изменчивость среди мужчин (по сравнению с женщинами) в тестах на когнитивные способности.
Обсуждая это, Саммерс сказал, что «даже небольшие различия в стандартном отклонении [между полами] приведут к очень большим различиям в доступном пуле, существенно отличающимся [от среднего]».
Гарвардская аспирантура искусств и наук приняла предложение о «недоверии» руководству Саммерса. За год до того, как он стал президентом, Гарвард предоставил женщинам 13 из 36 предложений о пребывании в должности, а к 2004 году это число упало до 4 из 32, а на нескольких факультетах не было даже одной штатной женщины-профессора.
В 2015 году лауреат Нобелевской премии биохимик Тим Хант выступил на Всемирной конференции научных журналистов в Сеуле:
Вы влюбляетесь в них, они влюбляются в вас, и когда вы их критикуете, они плачут».
Первоначально его высказывания были широко осуждены, и он был вынужден уйти в отставку со своей должности в Университетском колледже Лондона. Несколько участников конференции дали частичную расшифровку стенограммы и частичную запись, показав, что его комментарии были сатирические, прежде чем средства массовой информации вырвали их из контекста.